# Liga Cultural de Fútbol Torneo Oficial 2023
La Liga Cultural de Fútbol es una liga regional de fútbol profesional de la Provincia de La Pampa (Argentina), afiliada a la AFA a través del Consejo Federal. Su sede está localizada en la calle Lucio V. Mansilla 215, de la ciudad de Santa Rosa.
Organiza anualmente el Torneo Oficial de Liga, en sus divisiones "A" y "B".

## Torneo de Primera A
El Campeonato Oficial de la Liga Cultural de Fútbol de 2023 fue la 96ª edición del torneo.
Del Campeonato participaron 26 equipos. El torneo se dividió, como es habitual, en dos zonas, tomando como punto de referencia para agrupar los equipos en cada una de las zonas, la Ruta Provincial Nº18.
La Zona Norte quedó conformada por trece (13) equipos, de las ciudades ubicadas al norte de la mencionada ruta; y la Zona Sur conformada por trece (13) equipos, de las ciudades ubicadas al sur de dicha Ruta Provincial.
El torneo comenzó el 16 de abril en la Zona Sur; y el 30 de abril en la Zona Norte. Cada una de ellas tendrá su campeón. El certamen finalizará con la disputa del partido de vuelta de la final entre los campeones de ambas zonas, que determinará al Campeón del Torneo Oficial de la Liga Cultural de Fútbol de 2023.
El torneo servirá además para clasificar al campeón del Torneo Apertura de la Zona Norte y al campeón del Torneo Apertura de la Zona Sur al Torneo Regional Federal Amateur 2023-24; y asimismo a ocho equipos para el Torneo Provincial de Fútbol 2024.

### Clubes Participantes
| Club                                     | L | Fund       | Zona  | Loc                | Prov         | Estadio                    |
| ---------------------------------------- | - | ---------- | ----- | ------------------ | ------------ | -------------------------- |
| Club Atlético All Boys                   |   | 23/04/1923 | Norte | Santa Rosa         | La Pampa     | Dr. Ramón Turnes           |
| Club Atlético Santa Rosa                 |   | 02/06/1923 | Norte | Santa Rosa         | La Pampa     | Mateo Calderón             |
| Club General Belgrano                    |   | 28/04/1919 | Norte | Santa Rosa         | La Pampa     | Nuevo Rancho Grande        |
| Club Deportivo Mac Allister              |   | 18/02/1998 | Norte | Santa Rosa         | La Pampa     | Semillero Pampeano         |
| Club Social Cultural y Deportivo Penales |   | 09/07/1939 | Norte | Santa Rosa         | La Pampa     | Colonia Penal              |
| Club Atlético Deportivo Matadero         |   | 17/02/2020 | Norte | Santa Rosa         | La Pampa     |                            |
| Centro Social y Deportivo Anguilense     |   | 25/03/1934 | Norte | Anguil             | La Pampa     | Rubén "Mixto" Reine        |
| Club Independiente Doblas                |   | 12/04/1925 | Norte | Doblas             | La Pampa     | Enrique Francisco Parodi   |
| Club Unión Miguel Riglos                 |   | 05/05/1975 | Norte | Miguel Riglos      | La Pampa     | Adolfo Suárez              |
| Club Social y Deportivo Winifreda        |   | 05/08/1946 | Norte | Winifreda          | La Pampa     | Dr. Miguel Eloy Baldovino  |
| Club Atlético Macachín                   |   | 12/11/1918 | Norte | Macachín           | La Pampa     | José Lizasuain             |
| Club Deportivo Uriburu                   |   | 01/05/1926 | Norte | Uriburu            | La Pampa     | Héctor Sánchez             |
| Club Unión Deportiva Campos              |   | 22/03/1944 | Norte | General Acha       | La Pampa     |                            |
| Club Villa Mengelle                      |   | 09/07/1910 | Sur   | Jacinto Aráuz      | La Pampa     | Centenario                 |
| Club Deportivo Independiente             |   | 10/06/1913 | Sur   | Jacinto Aráuz      | La Pampa     | Lido Malán                 |
| Club Atlético Huracán                    |   | 01/07/1943 | Sur   | Guatraché          | La Pampa     | Avenida Colón              |
| Club Atlético Pampero                    |   | 17/04/1955 | Sur   | Guatraché          | La Pampa     | Manuel Augusto Nieto       |
| Club Sportivo y Cultural                 |   | 12/04/1925 | Sur   | General San Martín | La Pampa     | Felipe Sibert              |
| Club Unión Deportiva Bernasconi          |   | 03/04/1944 | Sur   | Bernasconi         | La Pampa     | Carlos Javier Mac Allister |
| Club Deportivo Alpachiri                 |   | 30/08/1920 | Sur   | Alpachiri          | La Pampa     | Publio O. Álvarez          |
| Club Unión                               |   | 22/03/1944 | Sur   | General Campos     | La Pampa     | Carlos Florentino Yeger    |
| Club Atlético Argentino Junior           |   | 04/06/1946 | Sur   | Darregueira        | Buenos Aires | Pedro Carriere             |
| Club Darregueira                         |   | 01/04/1950 | Sur   | Darregueira        | Buenos Aires | Teodoro Torre              |
| Club Atlético Gimnasia y Esgrima         |   | 21/09/1948 | Sur   | Darregueira        | Buenos Aires | Juan Carlos Ceci           |
| Club Atlético Rampla Juniors             |   | 10/02/1953 | Sur   | Villa Iris         | Buenos Aires | René Nicanor Martínez      |
| Club Social y Deportivo Unión            |   | 22/06/1922 | Sur   | Villa Iris         | Buenos Aires |                            |

## Zona Norte
En la edición 2023, debutará el Club Deportivo Matadero de la ciudad de Santa Rosa, al haber obtenido el ascenso en el Campeonato Oficial de Primera "B" 2022 frente a Sportivo Luan Toro, de la localidad homónima.
El torneo se jugará en un grupo único y por el sistema de liga o campeonato; los 13 equipos participantes se enfrentarán todos contra todos, teniendo cada equipo una fecha libre, a dos ruedas independientes cada una de ellas, denominadas Apertura (la primera rueda) y Clausura (la segunda rueda) invirtiéndose en la segunda rueda la condición de local, con campeones por cada una de las etapas, y el fixture se determinó por sorteo.
Finalizadas ambas mangas, el campeón del Apertura, se enfrentará al campeón del Clausura, para determinar al Campeón de la Zona Norte 2023; ambos equipos clasificarán además al torneo Provincial. En caso de que un mismo equipo gane el Torneo Apertura y el Torneo Clausura, será declarado Campeón de la Zona Norte y clasificará automáticamente a la Final de la Liga Cultural de Fútbol 2023.  
Asimismo finalizadas ambas ruedas y confeccionada la tabla general de puntos, el equipo mejor ubicado (excluidos ambos campeones) clasificará al Torneo Provincial 2024.
En tanto que el último en las posiciones descenderá a la Primera "B" de la Zona Norte para la temporada 2024.

### Torneo Apertura

#### Fixture
Fuente: 
Nota: los días de juego de los partidos son estimaciones y pueden estar sujetos a eventuales cambios.
| Fecha 1 | Fecha 1            | Fecha 1             | Fecha 1 | Fecha 1              | Fecha 1 |
| Día     | Árbitro            | Equipo Local        | G       | Equipo Visitante     | G       |
| ------- | ------------------ | ------------------- | ------- | -------------------- | ------- |
| 30/04   | -                  | Libre               | -       | Atlético Santa Rosa  | -       |
| 30/04   | Emanuel Leguizamón | Dep. Mac Allister   | 2       | Atlético Macachín    | 4       |
| 30/04   | Paolo Macchi       | General Belgrano    | 5       | Independiente (D)    | 0       |
| 30/04   | Shair Salomón      | Deportivo Winifreda | 1       | Unión (MR)           | 0       |
| 30/04   | Fernando Silva     | Unión Dep. Campos   | 2       | Deportivo Matadero   | 1       |
| 01/05   | Matías Funes       | Deportivo Uriburu   | 1       | Deportivo Penales    | 0       |
| 01/05   | Ezequiel Villalba  | All Boys            | 5       | Deportivo Anguilense | 1       |

| Fecha 2 | Fecha 2              | Fecha 2              | Fecha 2 | Fecha 2             | Fecha 2 |
| Día     | Árbitro              | Equipo Local         | G       | Equipo Visitante    | G       |
| ------- | -------------------- | -------------------- | ------- | ------------------- | ------- |
| 07/05   | -                    | All Boys             | -       | Libre               | -       |
| 07/05   | Lautaro Andino       | Deportivo Anguilense | 1       | Unión Dep Campos    | 4       |
| 07/05   | Lautaro Martínez     | Deportivo Matadero   | 3       | Deportivo Uriburu   | 2       |
| 07/05   | José Peralta         | Deportivo Penales    | 1       | Deportivo Winifreda | 2       |
| 07/05   | Juan Manuel Figueroa | Unión (MR)           | 1       | General Belgrano    | 4       |
| 07/05   | Shair Salomón        | Independiente (D)    | 2       | Dep. Mac Allister   | 1       |
| 07/05   | David Jardín         | Atlético Macachín    | 1       | Atlético Santa Rosa | 3       |

| Fecha 3 | Fecha 3              | Fecha 3             | Fecha 3 | Fecha 3              | Fecha 3 |
| Día     | Árbitro              | Equipo Local        | G       | Equipo Visitante     | G       |
| ------- | -------------------- | ------------------- | ------- | -------------------- | ------- |
| 13/05   | -                    | Libre               | -       | Atlético Macachín    | -       |
| 13/05   | Juan Manuel Figueroa | Atlético Santa Rosa | 1       | Independiente (D)    | 2       |
| 13/05   | Héctor Flores        | Dep. Mac Allister   | 4       | Unión (MR)           | 1       |
| 13/05   | Martín Lobo          | General Belgrano    | 0       | Deportivo Penales    | 1       |
| 13/05   | Matías Funes         | Deportivo Winifreda | 1       | Deportivo Matadero   | 1       |
| 13/05   | Cristian Rubiano     | Deportivo Uriburu   | 4       | Deportivo Anguilense | 1       |
| 13/05   | José Peralta         | Unión Dep. Campos   | 1       | All Boys             | 2       |

| Fecha 4 | Fecha 4            | Fecha 4              | Fecha 4 | Fecha 4             | Fecha 4 |
| Día     | Árbitro            | Equipo Local         | G       | Equipo Visitante    | G       |
| ------- | ------------------ | -------------------- | ------- | ------------------- | ------- |
| 21/05   | -                  | Unión Dep. Campos    | -       | Libre               | -       |
| 21/05   | Shair Salomón      | Deportivo Uriburu    | 1       | All Boys            | 2       |
| 21/05   | Gerardo Castaño    | Deportivo Anguilense | 1       | Deportivo Winifreda | 1       |
| 21/05   | Emanuel Leguizamón | Deportivo Matadero   | 1       | General Belgrano    | 2       |
| 21/05   | Cristian Meritello | Deportivo Penales    | 1       | Dep. Mac Allister   | 4       |
| 21/05   | Nicolás Mensi      | Unión (MR)           | 2       | Atlético Santa Rosa | 3       |
| 21/05   | Paolo Macchi       | Independiente (D)    | 3       | Atlético Macachín   | 0       |

| Fecha 5 | Fecha 5              | Fecha 5             | Fecha 5 | Fecha 5              | Fecha 5 |
| Día     | Árbitro              | Equipo Local        | G       | Equipo Visitante     | G       |
| ------- | -------------------- | ------------------- | ------- | -------------------- | ------- |
| 04/06   | -                    | Libre               | -       | Independiente (D)    | -       |
| 04/06   | Juan Manuel Figueroa | Atlético Macachín   | 4       | Unión (MR)           | 1       |
| 04/06   | Neri Aliaga          | Atlético Santa Rosa | 4       | Deportivo Penales    | 2       |
| 04/06   | Nicolás Mensi        | Dep. Mac Allister   | 4       | Deportivo Matadero   | 1       |
| 04/06   | Gerardo Blackall     | General Belgrano    | 0       | Deportivo Anguilense | 3       |
| 04/06   | Lautaro Andino       | Deportivo Winifreda | 2       | All Boys             | 3       |
| 04/06   | Ezequiel Villalba    | Deportivo Uriburu   | 1       | Unión Dep. Campos    | 3       |

| Fecha 6 | Fecha 6              | Fecha 6              | Fecha 6 | Fecha 6             | Fecha 6 |
| Día     | Árbitro              | Equipo Local         | G       | Equipo Visitante    | G       |
| ------- | -------------------- | -------------------- | ------- | ------------------- | ------- |
| 11/06   | -                    | Deportivo Uriburu    | -       | Libre               | -       |
| 11/06   | Gerardo Blackall     | Unión Dep. Campos    | 3       | Deportivo Winifreda | 0       |
| 11/06   | Juan Manuel Figueroa | All Boys             | 2       | General Belgrano    | 1       |
| 11/06   | Shair Salomón        | Deportivo Anguilense | 1       | Dep. Mac Allister   | 2       |
| 11/06   | Miguel Herrera       | Deportivo Matadero   | 3       | Atlético Santa Rosa | 3       |
| 11/06   | Miguel Miranda       | Deportivo Penales    | 0       | Atlético Macachín   | 4       |
| 11/06   | Emanuel Leguizamón   | Unión (MR)           | 3       | Independiente (D)   | 2       |

| Fecha 7 | Fecha 7            | Fecha 7             | Fecha 7 | Fecha 7              | Fecha 7 |
| Día     | Árbitro            | Equipo Local        | G       | Equipo Visitante     | G       |
| ------- | ------------------ | ------------------- | ------- | -------------------- | ------- |
| 19/06   | -                  | Libre               | -       | Unión (MR)           | -       |
| 19/06   | Martín Lobo        | Independiente (D)   | 2       | Deportivo Penales    | 0       |
| 19/06   | Nicolás Mensi      | Atlético Macachín   | 5       | Deportivo Matadero   | 3       |
| 19/06   | Gerardo Castaño    | Atlético Santa Rosa | 2       | Deportivo Anguilense | 0       |
| 19/06   | Ezequiel Villalba  | Dep. Mac Allister   | 1       | All Boys             | 3       |
| 19/06   | Lautaro Andino     | General Belgrano    | 0       | Unión Dep. Campos    | 4       |
| 19/06   | Emanuel Leguizamón | Deportivo Winifreda | 2       | Deportivo Uriburu    | 4       |

| Fecha 8 | Fecha 8              | Fecha 8              | Fecha 8 | Fecha 8             | Fecha 8 |
| Día     | Árbitro              | Equipo Local         | G       | Equipo Visitante    | G       |
| ------- | -------------------- | -------------------- | ------- | ------------------- | ------- |
| 25/06   | -                    | Deportivo Winifreda  | -       | Libre               | -       |
| 25/06   | Juan Carlos Mora     | Deportivo Uriburu    | 0       | General Belgrano    | 1       |
| 25/06   | Nicolás Mensi        | Unión Dep. Campos    | 1       | Dep. Mac Allister   | 1       |
| 25/06   | Shair Salomón        | All Boys             | 3       | Atlético Santa Rosa | 1       |
| 25/06   | Juan Manuel Figueroa | Deportivo Anguilense | 0       | Atlético Macachín   | 1       |
| 25/06   | Gerardo Blackall     | Deportivo Matadero   | 1       | Independiente (D)   | 5       |
| 25/06   | Paolo Macchi         | Deportivo Penales    | 0       | Unión (MR)          | 2       |

| Fecha 9 | Fecha 9              | Fecha 9             | Fecha 9 | Fecha 9              | Fecha 9 |
| Día     | Árbitro              | Equipo Local        | G       | Equipo Visitante     | G       |
| ------- | -------------------- | ------------------- | ------- | -------------------- | ------- |
| 02/07   | -                    | Libre               | -       | Deportivo Penales    | -       |
| 02/07   | Lautaro Andino       | Unión (MR)          | 2       | Deportivo Matadero   | 1       |
| 02/07   | Miguel Herrera       | Independiente (D)   | 3       | Deportivo Anguilense | 2       |
| 02/07   | Gerardo Castaño      | Atlético Macachín   | 1       | All Boys             | 4       |
| 02/07   | Martín Lobo          | Atlético Santa Rosa | 1       | Unión Dep. Campos    | 1       |
| 02/07   | Emanuel Leguizamón   | Dep. Mac Allister   | 3       | Deportivo Uriburu    | 2       |
| 02/07   | Juan Manuel Figueroa | General Belgrano    | 1       | Deportivo Winifreda  | 2       |

| Fecha 10 | Fecha 10         | Fecha 10             | Fecha 10 | Fecha 10            | Fecha 10 |
| Día      | Árbitro          | Equipo Local         | G        | Equipo Visitante    | G        |
| -------- | ---------------- | -------------------- | -------- | ------------------- | -------- |
| 09/07    | -                | General Belgrano     | -        | Libre               | -        |
| 09/07    | Paolo Macchi     | Deportivo Winifreda  | 2        | Dep. Mac Allister   | 0        |
| 09/07    | Carlos Rodríguez | Deportivo Uriburu    | 0        | Atlético Santa Rosa | 1        |
| 09/07    | Shair Salomón    | Unión Dep. Campos    | 1        | Atlético Macachín   | 0        |
| 09/07    | Nicolás Mensi    | All Boys             | 3        | Independiente (D)   | 1        |
| 09/07    | Gerardo Blackall | Deportivo Anguilense | 0        | Unión (MR)          | 2        |
| 09/07    | Gastón Amaray    | Deportivo Matadero   | 1        | Deportivo Penales   | 2        |

| Fecha 11 | Fecha 11           | Fecha 11            | Fecha 11 | Fecha 11             | Fecha 11 |
| Día      | Árbitro            | Equipo Local        | G        | Equipo Visitante     | G        |
| -------- | ------------------ | ------------------- | -------- | -------------------- | -------- |
| 16/07    | -                  | Libre               | -        | Deportivo Matadero   | -        |
| 16/07    | Paolo Macchi       | Deportivo Penales   | 1        | Deportivo Anguilense | 1        |
| 16/07    | Ezequiel Villalba  | Unión (MR)          | 2        | All Boys             | 3        |
| 16/07    | Lautaro Andino     | Independiente (D)   | 1        | Unión Dep. Campos    | 2        |
| 16/07    | Diego Pereyra      | Atlético Macachín   | 1        | Deportivo Uriburu    | 2        |
| 16/07    | Emanuel Leguizamón | Atlético Santa Rosa | 3        | Deportivo Winifreda  | 0        |
| 16/07    | Gerardo Castaño    | General Belgrano    | 1        | Dep. Mac Allister    | 0        |

| Fecha 12 | Fecha 12           | Fecha 12             | Fecha 12 | Fecha 12            | Fecha 12 |
| Día      | Árbitro            | Equipo Local         | G        | Equipo Visitante    | G        |
| -------- | ------------------ | -------------------- | -------- | ------------------- | -------- |
| 23/07    | -                  | Dep. Mac Allister    | -        | Libre               | -        |
| 23/07    | Shair Salomón      | General Belgrano     | 2        | Atlético Santa Rosa | 1        |
| 23/07    | Lautaro Andino     | Deportivo Winifreda  | 1        | Atlético Macachín   | 0        |
| 23/07    | Lautaro Martínez   | Deportivo Uriburu    | 2        | Independiente (D)   | 4        |
| 23/07    | Gastón Amaray      | Unión Dep. Campos    | 1        | Unión (MR)          | 0        |
| 23/07    | Emanuel Leguizamón | All Boys             | 6        | Deportivo Penales   | 2        |
| 23/07    | Matías Funes       | Deportivo Anguilense | 1        | Deportivo Matadero  | 1        |

| Fecha 13 | Fecha 13             | Fecha 13            | Fecha 13 | Fecha 13             | Fecha 13 |
| Día      | Árbitro              | Equipo Local        | G        | Equipo Visitante     | G        |
| -------- | -------------------- | ------------------- | -------- | -------------------- | -------- |
| 30/07    | -                    | Libre               | -        | Deportivo Anguilense | -        |
| 30/07    | Sergio Vargas        | Deportivo Matadero  | 1        | All Boys             | 0        |
| 30/07    | Nicolás Mensi        | Deportivo Penales   | 1        | Unión Dep. Campos    | 5        |
| 30/07    | Miguel Miranda       | Unión (MR)          | 1        | Deportivo Uriburu    | 1        |
| 30/07    | Martín Lobo          | Independiente (D)   | 0        | Deportivo Winifreda  | 1        |
| 30/07    | Paolo Macchi         | Atlético Macachín   | 1        | General Belgrano     | 2        |
| 30/07    | Juan Manuel Figueroa | Atlético Santa Rosa | 1        | Dep. Mac Allister    | 0        |

1. ↑  La Liga Cultural determinó que la fecha se adelante un día por las elecciones "PASO" de la Provincia de La Pampa.
2. ↑  El partido inicialmente sería disputado en el Estadio Dr. Ramón Turnes, pero debido a trabajos en el suelo del mismo, se trasladó la localía a la cancha de Deportivo Uriburu.
3. ↑  La fecha inicialmente iba a ser disputada en el fin de semana del 28/05. El Consejo Directivo de la Liga Cultural tomó la determinación de suspender la fecha con motivo de respaldar al presidente de la entidad, José Clemente, luego de la denuncia que recibiera de parte de una agrupación arbitral.

| Tabla de Posiciones Primera División “A” - Apertura Zona Norte - Liga Cultural 2023 |                         |    |    |    |    |    |    |     |      |
| POS                                                                                 | Equipo                  | PJ | PG | PE | PP | GF | GC | DG  | Pts. |
| 1                                                                                   | All Boys (C)            | 12 | 11 | 0  | 1  | 36 | 15 | 21  | 33   |
| 2                                                                                   | Unión Deportiva Campos  | 12 | 9  | 2  | 1  | 28 | 9  | 19  | 29   |
| 3                                                                                   | Atlético Santa Rosa     | 12 | 7  | 2  | 3  | 24 | 16 | 8   | 23   |
| 4                                                                                   | Independiente de Doblas | 12 | 7  | 0  | 5  | 25 | 21 | 4   | 21   |
| 5                                                                                   | General Belgrano        | 12 | 7  | 0  | 5  | 19 | 16 | 3   | 21   |
| 6                                                                                   | Deportivo Winifreda     | 12 | 6  | 2  | 4  | 15 | 17 | -2  | 20   |
| 7                                                                                   | Deportivo MacAllister   | 12 | 5  | 1  | 6  | 22 | 20 | 2   | 16   |
| 8                                                                                   | Atlético Macachín       | 12 | 5  | 0  | 7  | 22 | 22 | 0   | 15   |
| 9                                                                                   | Deportivo Uriburu       | 12 | 4  | 1  | 7  | 20 | 22 | -2  | 13   |
| 10                                                                                  | Unión (MR)              | 12 | 4  | 1  | 7  | 17 | 24 | -7  | 13   |
| 11                                                                                  | Deportivo Matadero      | 12 | 2  | 3  | 7  | 18 | 29 | -11 | 9    |
| 12                                                                                  | Deportivo Penales       | 12 | 2  | 1  | 9  | 11 | 32 | -21 | 7    |
| 13                                                                                  | Deportivo Anguilense    | 12 | 1  | 3  | 8  | 12 | 26 | -14 | 6    |

| (C) | Campeón clasificado a la Final de la Zona Norte, Torneo Regional Federal Amateur 2023-24 y Torneo Provincial 2024. | Campeón clasificado a la Final de la Zona Norte, Torneo Regional Federal Amateur 2023-24 y Torneo Provincial 2024. | Campeón clasificado a la Final de la Zona Norte, Torneo Regional Federal Amateur 2023-24 y Torneo Provincial 2024. | Campeón clasificado a la Final de la Zona Norte, Torneo Regional Federal Amateur 2023-24 y Torneo Provincial 2024. | Campeón clasificado a la Final de la Zona Norte, Torneo Regional Federal Amateur 2023-24 y Torneo Provincial 2024. | Campeón clasificado a la Final de la Zona Norte, Torneo Regional Federal Amateur 2023-24 y Torneo Provincial 2024. | Campeón clasificado a la Final de la Zona Norte, Torneo Regional Federal Amateur 2023-24 y Torneo Provincial 2024. | Campeón clasificado a la Final de la Zona Norte, Torneo Regional Federal Amateur 2023-24 y Torneo Provincial 2024. | Campeón clasificado a la Final de la Zona Norte, Torneo Regional Federal Amateur 2023-24 y Torneo Provincial 2024. | Campeón clasificado a la Final de la Zona Norte, Torneo Regional Federal Amateur 2023-24 y Torneo Provincial 2024. |

1. ↑  Unión Deportiva Campos clasificó al Torneo Regional Federal Amateur 2023-24 debido a que el campeón del Torneo Apertura (All Boys), clasificó mediante el uso de su licencia deportiva, por lo que se le cedió el cupo al siguiente mejor ubicado de la tabla de posiciones, según lo establecido en el Reglamento de la Liga Cultural de Fútbol 2023.

### Torneo Clausura

#### Fixture
Se invierten las localías de los partidos del Torneo Apertura. 
Nota: los días de juego de los partidos son estimaciones y pueden estar sujetos a eventuales cambios.
| Fecha 1 | Fecha 1              | Fecha 1              | Fecha 1 | Fecha 1             | Fecha 1 |
| Día     | Árbitro              | Equipo Local         | G       | Equipo Visitante    | G       |
| ------- | -------------------- | -------------------- | ------- | ------------------- | ------- |
| 06/08   | -                    | Atlético Santa Rosa  | -       | Libre               | -       |
| 06/08   | Matías Funes         | Atlético Macachín    | 1       | Dep. Mac Allister   | 3       |
| 06/08   | Juan Manuel Figueroa | Independiente (D)    | 2       | General Belgrano    | 2       |
| 06/08   | Shair Salomón        | Unión (MR)           | 3       | Deportivo Winifreda | 0       |
| 06/08   | Gerardo Blackall     | Deportivo Matadero   | 1       | Unión Dep. Campos   | 1       |
| 06/08   | Lautaro Andino       | Deportivo Penales    | 1       | Deportivo Uriburu   | 0       |
| 06/08   | Paolo Macchi         | Deportivo Anguilense | 0       | All Boys            | 2       |

| Fecha 2 | Fecha 2           | Fecha 2             | Fecha 2 | Fecha 2              | Fecha 2 |
| Día     | Árbitro           | Equipo Local        | G       | Equipo Visitante     | G       |
| ------- | ----------------- | ------------------- | ------- | -------------------- | ------- |
| 12/08   | -                 | Libre               | -       | All Boys             | -       |
| 12/08   | Diego Pereyra     | Unión Dep. Campos   | 1       | Deportivo Anguilense | 0       |
| 12/08   | Malvina Schiel    | Deportivo Uriburu   | 1       | Deportivo Matadero   | 1       |
| 12/08   | Ezequiel Villalba | Deportivo Winifreda | 1       | Deportivo Penales    | 0       |
| 12/08   | Matías Funes      | General Belgrano    | 3       | Unión (MR)           | 0       |
| 12/08   | Cristian Rubiano  | Dep. Mac Allister   | 1       | Independiente (D)    | 2       |
| 12/08   | Martín Lobo       | Atlético Santa Rosa | 3       | Atlético Macachín    | 2       |

| Fecha 3 | Fecha 3              | Fecha 3              | Fecha 3 | Fecha 3             | Fecha 3 |
| Día     | Árbitro              | Equipo Local         | G       | Equipo Visitante    | G       |
| ------- | -------------------- | -------------------- | ------- | ------------------- | ------- |
| 20/08   | -                    | Atlético Macachín    | -       | Libre               | -       |
| 18/08   | Martín Lobo          | Unión (MR)           | 2       | Dep. Mac Allister   | 1       |
| 20/08   | Juan Manuel Figueroa | Deportivo Matadero   | 0       | Deportivo Winifreda | 0       |
| 20/08   | Paolo Macchi         | Independiente (D)    | 1       | Atlético Santa Rosa | 3       |
| 20/08   | Miguel Miranda       | All Boys             | 6       | Unión Dep. Campos   | 2       |
| 21/08   | Emanuel Leguizamón   | Deportivo Penales    | 1       | General Belgrano    | 3       |
| 21/08   | Gerardo Blackall     | Deportivo Anguilense | 1       | Deportivo Uriburu   | 0       |

| Fecha 4 | Fecha 4            | Fecha 4             | Fecha 4 | Fecha 4              | Fecha 4 |
| Día     | Árbitro            | Equipo Local        | G       | Equipo Visitante     | G       |
| ------- | ------------------ | ------------------- | ------- | -------------------- | ------- |
| 27/08   | -                  | Libre               | -       | Unión Dep. Campos    | -       |
| 27/08   | Paolo Macchi       | All Boys            | 2       | Deportivo Uriburu    | 1       |
| 27/08   | Miguel Herrera     | Deportivo Winifreda | 4       | Deportivo Anguilense | 0       |
| 27/08   | César Benvenuto    | General Belgrano    | 2       | Deportivo Matadero   | 1       |
| 27/08   | David Jardín       | Dep. Mac Allister   | 3       | Deportivo Penales    | 0       |
| 27/08   | Emanuel Leguizamón | Atlético Santa Rosa | 1       | Unión (MR)           | 2       |
| 27/08   | Shair Salomón      | Atlético Macachín   | 2       | Independiente (D)    | 1       |

| Fecha 5 | Fecha 5              | Fecha 5              | Fecha 5 | Fecha 5             | Fecha 5 |
| Día     | Árbitro              | Equipo Local         | G       | Equipo Visitante    | G       |
| ------- | -------------------- | -------------------- | ------- | ------------------- | ------- |
| 03/09   | -                    | Independiente (D)    | -       | Libre               | -       |
| 03/09   | Juan Manuel Figueroa | Unión (MR)           | 1       | Atlético Macachín   | 1       |
| 03/09   | Lautaro Andino       | Deportivo Penales    | 0       | Atlético Santa Rosa | 3       |
| 03/09   | Paolo Macchi         | Deportivo Matadero   | 0       | Dep. Mac Allister   | 0       |
| 03/09   | Diego Leiva          | Deportivo Anguilense | 0       | General Belgrano    | 1       |
| 03/09   | Matías Funes         | All Boys             | 5       | Deportivo Winifreda | 1       |
| 03/09   | Martín Lobo          | Unión Dep. Campos    | 2       | Deportivo Uriburu   | 0       |

| Fecha 6 | Fecha 6            | Fecha 6             | Fecha 6 | Fecha 6              | Fecha 6 |
| Día     | Árbitro            | Equipo Local        | G       | Equipo Visitante     | G       |
| ------- | ------------------ | ------------------- | ------- | -------------------- | ------- |
| 10/09   | -                  | Libre               | -       | Deportivo Uriburu    | -       |
| 10/09   | Paolo Macchi       | Deportivo Winifreda | 1       | Unión Dep. Campos    | 1       |
| 10/09   | Emanuel Leguizamón | General Belgrano    | 0       | All Boys             | 1       |
| 10/09   | Gerardo Castaño    | Dep. Mac Allister   | 1       | Deportivo Anguilense | 2       |
| 10/09   | Juan Carlos Mora   | Atlético Santa Rosa | 1       | Deportivo Matadero   | 0       |
| 10/09   | Carlos Rodríguez   | Atlético Macachín   | 1       | Deportivo Penales    | 0       |
| 10/09   | Miguel Miranda     | Independiente (D)   | 1       | Unión (MR)           | 0       |

| Fecha 7 | Fecha 7              | Fecha 7              | Fecha 7 | Fecha 7             | Fecha 7 |
| Día     | Árbitro              | Equipo Local         | G       | Equipo Visitante    | G       |
| ------- | -------------------- | -------------------- | ------- | ------------------- | ------- |
| 17/09   | -                    | Unión (MR)           | -       | Libre               | -       |
| 17/09   | Matías Funes         | Deportivo Penales    | 0       | Independiente (D)   | 0       |
| 17/09   | Lautaro Martínez     | Deportivo Matadero   | 1       | Atlético Macachín   | 1       |
| 17/09   | Nicolás Mensi        | Deportivo Anguilense | 1       | Atlético Santa Rosa | 1       |
| 17/09   | Paolo Macchi         | All Boys             | 2       | Dep. Mac Allister   | 0       |
| 17/09   | Juan Manuel Figueroa | Unión Dep. Campos    | 1       | General Belgrano    | 0       |
| 17/09   | Carlos Rodríguez     | Deportivo Uriburu    | 1       | Deportivo Winifreda | 1       |

| Fecha 8 | Fecha 8              | Fecha 8             | Fecha 8 | Fecha 8              | Fecha 8 |
| Día     | Árbitro              | Equipo Local        | G       | Equipo Visitante     | G       |
| ------- | -------------------- | ------------------- | ------- | -------------------- | ------- |
| 24/09   | -                    | Libre               | -       | Deportivo Winifreda  | -       |
| 24/09   | Paolo Macchi         | General Belgrano    | 0       | Deportivo Uriburu    | 1       |
| 24/09   | Gerardo Castaño      | Dep. Mac Allister   | 1       | Unión Dep. Campos    | 1       |
| 24/09   | Ezequiel Villalba    | Atlético Santa Rosa | 0       | All Boys             | 4       |
| 24/09   | Sergio Vargas        | Atlético Macachín   | 2       | Deportivo Anguilense | 1       |
| 24/09   | César Benvenuto      | Independiente (D)   | 1       | Deportivo Matadero   | 3       |
| 24/09   | Juan Manuel Figueroa | Unión (MR)          | 2       | Deportivo Penales    | 2       |

| Fecha 9 | Fecha 9              | Fecha 9              | Fecha 9 | Fecha 9             | Fecha 9 |
| Día     | Árbitro              | Equipo Local         | G       | Equipo Visitante    | G       |
| ------- | -------------------- | -------------------- | ------- | ------------------- | ------- |
| 01/10   | -                    | Deportivo Penales    | -       | Libre               | -       |
| 30/09   | Juan Manuel Figueroa | All Boys             | 3       | Atlético Macachín   | 0       |
| 30/09   | Martín Lobo          | Deportivo Anguilense | 0       | Independiente (D)   | 3       |
| 01/10   | Carlos Rodríguez     | Deportivo Matadero   | 1       | Unión (MR)          | 1       |
| 01/10   | Lautaro Andino       | Unión Dep. Campos    | 2       | Atlético Santa Rosa | 3       |
| 01/10   | Diego Pereyra        | Deportivo Uriburu    | 1       | Dep. Mac Allister   | 3       |
| 01/10   | Matías Funes         | Deportivo Winifreda  | 2       | General Belgrano    | 3       |

| Fecha 10 | Fecha 10             | Fecha 10            | Fecha 10 | Fecha 10             | Fecha 10 |
| Día      | Árbitro              | Equipo Local        | G        | Equipo Visitante     | G        |
| -------- | -------------------- | ------------------- | -------- | -------------------- | -------- |
| 08/10    | -                    | Libre               | -        | General Belgrano     | -        |
| 07/10    | Emanuel Leguizamón   | Unión (MR)          | 0        | Deportivo Anguilense | 1        |
| 08/10    | Juan Manuel Figueroa | Atlético Santa Rosa | 6        | Deportivo Uriburu    | 0        |
| 08/10    | Emanuel Villalba     | Dep. Mac Allister   | 0        | Deportivo Winifreda  | 0        |
| 08/10    | Paolo Macchi         | Independiente (D)   | 0        | All Boys             | 2        |
| 08/10    | Gerardo Castaño      | Atlético Macachín   | 0        | Unión Dep. Campos    | 1        |
| 08/10    | Shair Salomón        | Deportivo Penales   | 0        | Deportivo Matadero   | 2        |

| Fecha 11 | Fecha 11          | Fecha 11             | Fecha 11 | Fecha 11            | Fecha 11 |
| Día      | Árbitro           | Equipo Local         | G        | Equipo Visitante    | G        |
| -------- | ----------------- | -------------------- | -------- | ------------------- | -------- |
| 16/10    | -                 | Deportivo Matadero   | -        | Libre               | -        |
| 13/10    | Gerardo Blackall  | Deportivo Anguilense | 1        | Deportivo Penales   | 1        |
| 13/10    | Ezequiel Villalba | General Belgrano     | 2        | Dep. Mac Allister   | 1        |
| 13/10    | Diego Pereyra     | All Boys             | 4        | Unión (MR)          | 1        |
| 14/10    | Shair Salomón     | Deportivo Uriburu    | 2        | Atlético Macachín   | 1        |
| 16/10    | Matías Funes      | Unión Dep. Campos    | 1        | Independiente (D)   | 1        |
| 16/10    | Paolo Macchi      | Deportivo Winifreda  | 0        | Atlético Santa Rosa | 3        |

| Fecha 12 | Fecha 12         | Fecha 12            | Fecha 12 | Fecha 12             | Fecha 12 |
| Día      | Árbitro          | Equipo Local        | G        | Equipo Visitante     | G        |
| -------- | ---------------- | ------------------- | -------- | -------------------- | -------- |
| 21/10    | -                | Libre               | -        | Dep. Mac Allister    | -        |
| 21/10    | Juan José Blanco | Independiente (D)   | 3        | Deportivo Uriburu    | 3        |
| 21/10    | Gerardo Blackall | Atlético Macachín   | 1        | Deportivo Winifreda  | 0        |
| 25/10    | Miguel Miranda   | Unión (MR)          | 4        | Unión Dep. Campos    | 2        |
| 25/10    | Martín Lobo      | Atlético Santa Rosa | 3        | General Belgrano     | 1        |
| 25/10    | Gastón Amaray    | Deportivo Penales   | 0        | All Boys             | 0        |
| 25/10    | Cristian Rubiano | Deportivo Matadero  | 2        | Deportivo Anguilense | 1        |

| Fecha 13 | Fecha 13             | Fecha 13             | Fecha 13 | Fecha 13            | Fecha 13 |
| Día      | Árbitro              | Equipo Local         | G        | Equipo Visitante    | G        |
| -------- | -------------------- | -------------------- | -------- | ------------------- | -------- |
| 01/11    | -                    | Deportivo Anguilense | -        | Libre               | -        |
| 31/10    | Ezequiel Villalba    | All Boys             | 1        | Deportivo Matadero  | 3        |
| 31/10    | Martín Lobo          | Unión Dep. Campos    | 0        | Deportivo Penales   | 2        |
| 01/11    | Nicolás Mensi        | Deportivo Uriburu    | 0        | Unión (MR)          | 1        |
| 01/11    | Diego Leiva          | Deportivo Winifreda  | 1        | Independiente (D)   | 2        |
| 01/11    | Emanuel Leguizamón   | General Belgrano     | 1        | Atlético Macachín   | 1        |
| 01/11    | Juan Manuel Figueroa | Dep. Mac Allister    | 0        | Atlético Santa Rosa | 1        |

1. ↑  Fecha adelantada al 21/10 por las Elecciones Presidenciales en Argentina.
2. 1 2 3 4  Suspendido el 21/10 por precipitaciones climáticas. Inicialmente fue reprogramado para el día 24/10, pero por mal estado de los campos de juego, se reprogramó finalmente para el 25/10.
3. ↑  Fecha inicialmente programada para el día 26/10 por el inicio del Torneo Regional Federal Amateur 2023-24. A raíz de la postergación de la Fecha 12, la Fecha 13 se postergó al 01/11.

| Tabla de Posiciones Primera División “A” - Clausura Zona Norte - Liga Cultural 2023 |                         |    |    |    |    |    |    |     |      |
| POS                                                                                 | Equipo                  | PJ | PG | PE | PP | GF | GC | DG  | Pts. |
| 1                                                                                   | All Boys (C)            | 12 | 10 | 1  | 1  | 32 | 8  | 24  | 31   |
| 2                                                                                   | Atlético Santa Rosa     | 12 | 9  | 1  | 2  | 28 | 13 | 15  | 28   |
| 3                                                                                   | General Belgrano        | 12 | 6  | 2  | 4  | 18 | 14 | 4   | 20   |
| 4                                                                                   | Deportivo Matadero      | 12 | 4  | 6  | 2  | 15 | 10 | 5   | 18   |
| 5                                                                                   | Unión (MR)              | 12 | 5  | 3  | 4  | 17 | 17 | 0   | 18   |
| 6                                                                                   | Independiente de Doblas | 12 | 4  | 4  | 4  | 17 | 18 | -1  | 16   |
| 7                                                                                   | Unión Deportiva Campos  | 12 | 4  | 4  | 4  | 15 | 19 | -4  | 16   |
| 8                                                                                   | Atlético Macachín       | 12 | 4  | 3  | 5  | 13 | 17 | -4  | 15   |
| 9                                                                                   | Deportivo MacAllister   | 12 | 3  | 3  | 6  | 14 | 14 | 0   | 12   |
| 10                                                                                  | Deportivo Anguilense    | 12 | 3  | 2  | 7  | 8  | 18 | -10 | 11   |
| 11                                                                                  | Deportivo Winifreda     | 12 | 2  | 4  | 6  | 11 | 19 | -8  | 10   |
| 12                                                                                  | Deportivo Penales       | 12 | 2  | 4  | 6  | 7  | 16 | -9  | 10   |
| 13                                                                                  | Deportivo Uriburu       | 12 | 2  | 3  | 7  | 10 | 22 | -12 | 9    |

| (C) | Campeón clasificado a la Final de la Zona Norte y Torneo Provincial 2024. | Campeón clasificado a la Final de la Zona Norte y Torneo Provincial 2024. | Campeón clasificado a la Final de la Zona Norte y Torneo Provincial 2024. | Campeón clasificado a la Final de la Zona Norte y Torneo Provincial 2024. | Campeón clasificado a la Final de la Zona Norte y Torneo Provincial 2024. | Campeón clasificado a la Final de la Zona Norte y Torneo Provincial 2024. | Campeón clasificado a la Final de la Zona Norte y Torneo Provincial 2024. | Campeón clasificado a la Final de la Zona Norte y Torneo Provincial 2024. | Campeón clasificado a la Final de la Zona Norte y Torneo Provincial 2024. | Campeón clasificado a la Final de la Zona Norte y Torneo Provincial 2024. |

### Tabla General de Posiciones
| Tabla General de Posiciones Primera División “A” - Zona Norte - Liga Cultural 2023 |                                            |    |    |    |    |    |    |     |      |
| POS                                                                                | Equipo                                     | PJ | PG | PE | PP | GF | GC | DG  | Pts. |
| 1                                                                                  | All Boys (CA) (CC)                         | 24 | 21 | 1  | 2  | 68 | 23 | 45  | 64   |
| 2                                                                                  | Atlético Santa Rosa (C)                    | 24 | 16 | 3  | 5  | 52 | 29 | 23  | 51   |
| 3                                                                                  | Unión Deportiva Campos (General Acha) (RI) | 24 | 13 | 6  | 5  | 43 | 28 | 15  | 45   |
| 4                                                                                  | General Belgrano (RI)                      | 24 | 13 | 2  | 9  | 37 | 30 | 7   | 41   |
| 5                                                                                  | Independiente (Doblas) (RZ)                | 24 | 11 | 4  | 9  | 42 | 39 | 3   | 37   |
| 6                                                                                  | Unión (Miguel Riglos) (RZ)                 | 24 | 9  | 4  | 11 | 34 | 41 | -7  | 31   |
| 7                                                                                  | Atlético Macachín (RZ)                     | 24 | 9  | 3  | 12 | 35 | 39 | -4  | 30   |
| 8                                                                                  | Deportivo Winifreda (RZ)                   | 24 | 8  | 6  | 10 | 26 | 36 | -10 | 30   |
| 9                                                                                  | Deportivo MacAllister                      | 24 | 8  | 4  | 12 | 36 | 34 | 2   | 28   |
| 10                                                                                 | Deportivo Matadero                         | 24 | 6  | 9  | 9  | 33 | 39 | -6  | 27   |
| 11                                                                                 | Deportivo Uriburu                          | 24 | 6  | 4  | 14 | 30 | 44 | -14 | 22   |
| 12                                                                                 | Deportivo Anguilense                       | 24 | 4  | 5  | 15 | 20 | 44 | -24 | 17   |
| 13                                                                                 | Deportivo Penales                          | 24 | 4  | 5  | 15 | 18 | 48 | -30 | 17   |

| (CA) | Clasificado al Torneo Provincial 2024 como campeón del Torneo Apertura.                                                    | Clasificado al Torneo Provincial 2024 como campeón del Torneo Apertura.                                                    | Clasificado al Torneo Provincial 2024 como campeón del Torneo Apertura.                                                    | Clasificado al Torneo Provincial 2024 como campeón del Torneo Apertura.                                                    | Clasificado al Torneo Provincial 2024 como campeón del Torneo Apertura.                                                    | Clasificado al Torneo Provincial 2024 como campeón del Torneo Apertura.                                                    | Clasificado al Torneo Provincial 2024 como campeón del Torneo Apertura.                                                    | Clasificado al Torneo Provincial 2024 como campeón del Torneo Apertura.                                                    | Clasificado al Torneo Provincial 2024 como campeón del Torneo Apertura.                                                    | Clasificado al Torneo Provincial 2024 como campeón del Torneo Apertura.                                                    |
| (CC) | Clasificado al Torneo Provincial 2024 como campeón del Torneo Clausura.                                                    | Clasificado al Torneo Provincial 2024 como campeón del Torneo Clausura.                                                    | Clasificado al Torneo Provincial 2024 como campeón del Torneo Clausura.                                                    | Clasificado al Torneo Provincial 2024 como campeón del Torneo Clausura.                                                    | Clasificado al Torneo Provincial 2024 como campeón del Torneo Clausura.                                                    | Clasificado al Torneo Provincial 2024 como campeón del Torneo Clausura.                                                    | Clasificado al Torneo Provincial 2024 como campeón del Torneo Clausura.                                                    | Clasificado al Torneo Provincial 2024 como campeón del Torneo Clausura.                                                    | Clasificado al Torneo Provincial 2024 como campeón del Torneo Clausura.                                                    | Clasificado al Torneo Provincial 2024 como campeón del Torneo Clausura.                                                    |
| (C)  | Clasificado al Torneo Provincial 2024 como equipo mejor ubicado de la Tabla General de Posiciones (excluyendo al campeón). | Clasificado al Torneo Provincial 2024 como equipo mejor ubicado de la Tabla General de Posiciones (excluyendo al campeón). | Clasificado al Torneo Provincial 2024 como equipo mejor ubicado de la Tabla General de Posiciones (excluyendo al campeón). | Clasificado al Torneo Provincial 2024 como equipo mejor ubicado de la Tabla General de Posiciones (excluyendo al campeón). | Clasificado al Torneo Provincial 2024 como equipo mejor ubicado de la Tabla General de Posiciones (excluyendo al campeón). | Clasificado al Torneo Provincial 2024 como equipo mejor ubicado de la Tabla General de Posiciones (excluyendo al campeón). | Clasificado al Torneo Provincial 2024 como equipo mejor ubicado de la Tabla General de Posiciones (excluyendo al campeón). | Clasificado al Torneo Provincial 2024 como equipo mejor ubicado de la Tabla General de Posiciones (excluyendo al campeón). | Clasificado al Torneo Provincial 2024 como equipo mejor ubicado de la Tabla General de Posiciones (excluyendo al campeón). | Clasificado al Torneo Provincial 2024 como equipo mejor ubicado de la Tabla General de Posiciones (excluyendo al campeón). |
| (RI) | Clasificado a Repechajes Interzonales del Torneo Provincial 2024.                                                          | Clasificado a Repechajes Interzonales del Torneo Provincial 2024.                                                          | Clasificado a Repechajes Interzonales del Torneo Provincial 2024.                                                          | Clasificado a Repechajes Interzonales del Torneo Provincial 2024.                                                          | Clasificado a Repechajes Interzonales del Torneo Provincial 2024.                                                          | Clasificado a Repechajes Interzonales del Torneo Provincial 2024.                                                          | Clasificado a Repechajes Interzonales del Torneo Provincial 2024.                                                          | Clasificado a Repechajes Interzonales del Torneo Provincial 2024.                                                          | Clasificado a Repechajes Interzonales del Torneo Provincial 2024.                                                          | Clasificado a Repechajes Interzonales del Torneo Provincial 2024.                                                          |
| (RZ) | Clasificado a Repechajes Zonales del Torneo Provincial 2024.                                                               | Clasificado a Repechajes Zonales del Torneo Provincial 2024.                                                               | Clasificado a Repechajes Zonales del Torneo Provincial 2024.                                                               | Clasificado a Repechajes Zonales del Torneo Provincial 2024.                                                               | Clasificado a Repechajes Zonales del Torneo Provincial 2024.                                                               | Clasificado a Repechajes Zonales del Torneo Provincial 2024.                                                               | Clasificado a Repechajes Zonales del Torneo Provincial 2024.                                                               | Clasificado a Repechajes Zonales del Torneo Provincial 2024.                                                               | Clasificado a Repechajes Zonales del Torneo Provincial 2024.                                                               | Clasificado a Repechajes Zonales del Torneo Provincial 2024.                                                               |
| (D)  | El equipo que ocupe ésta posicion al finalizar el Torneo Clausura, descenderá a la Primera B 2024.                         | El equipo que ocupe ésta posicion al finalizar el Torneo Clausura, descenderá a la Primera B 2024.                         | El equipo que ocupe ésta posicion al finalizar el Torneo Clausura, descenderá a la Primera B 2024.                         | El equipo que ocupe ésta posicion al finalizar el Torneo Clausura, descenderá a la Primera B 2024.                         | El equipo que ocupe ésta posicion al finalizar el Torneo Clausura, descenderá a la Primera B 2024.                         | El equipo que ocupe ésta posicion al finalizar el Torneo Clausura, descenderá a la Primera B 2024.                         | El equipo que ocupe ésta posicion al finalizar el Torneo Clausura, descenderá a la Primera B 2024.                         | El equipo que ocupe ésta posicion al finalizar el Torneo Clausura, descenderá a la Primera B 2024.                         | El equipo que ocupe ésta posicion al finalizar el Torneo Clausura, descenderá a la Primera B 2024.                         | El equipo que ocupe ésta posicion al finalizar el Torneo Clausura, descenderá a la Primera B 2024.                         |

1. ↑  Según el Reglamento Oficial 2023 de la Liga Cultural de Fútbol, al ser All Boys el ganador del Torneo Apertura y del Torneo Clausura, libera un cupo clasificatorio al Torneo Provincial 2024 al mejor ubicado de la Tabla General de Posiciones (excluyendo al campeón).

## Zona Sur
El torneo de la Zona Sur se jugará en dos etapas, la primera denominada Torneo Apertura y la segunda Torneo Clausura. En la primera etapa se enfrentarán en un grupo único, los trece (13) equipos, todos contra todos a una sola rueda. Finalizada la misma, de la totalidad de los equipos, los ubicados del puesto 1° al 5° avanzarán a la Zona Campeonato de la siguiente etapa, mientras que del 6° al 13° avanzarán a la Zona Reclasificatoria de la segunda etapa. 
En la segunda etapa, se conformarán dos zonas divididas en tres grupos. La Zona Campeonato (Grupo "A") quedará integrada por los equipos ubicados en los puestos 1° a 5°; y la Zona Reclasificatoria quedará dividida en dos grupos, y será conformada por los equipos restantes, estando el primer grupo de la Zona Reclasificatoria (Grupo "B") compuesto por los equipos ubicados en las posiciones 6, 7, 12 y 13; y el segundo grupo de la Zona Reclasificatoria (Grupo "C") estará integrado por los equipos ubicados en los puestos 8, 9, 10 y 11.
Allí se enfrentarán todos contra todos, dentro del mismo grupo, a dos ruedas, invirtiéndose en la segunda rueda la condición de local. Finalizada ésta primera instancia de la segunda etapa, los equipos clasificados como 1° y 2° de la Zona Campeonato (Grupo "A"), habrán accedido directamente a las Semifinales del Torneo Clausura; mientras que los equipos clasificados como 1° y 2° de las Zonas Reclasificatorias (Grupos "B" y "C") se enfrentarán en las Semifinales de la Zona Reclasificatoria. Estos enfrentamientos serán de forma cruzada en series de partidos de ida y vuelta, ejerciendo la localía del partido de vuelta y con ventaja deportiva los mejores clasificados. Posteriormente los ganadores de los cruces se enfrentarán en la Final de la Zona Reclasificatoria en partidos de ida y vuelta, con ventaja de localía para el mejor clasificado en el Torneo Apertura. El equipo que sea campeón de la Zona Reclasificatoria, se sumará a los clasificados 3°, 4° y 5° puesto de la Zona Campeonato para disputar los cuartos de final del Torneo Clausura. 
En los cuartos de final del Torneo Clausura, se enfrentarán los equipos clasificados 3°, 4°, 5° y el campeón de la Zona Reclasificatoria en play-offs, a un partidoen cancha del equipo mejor clasificado en el Torneo Apertura. El ganador de la Zona Reclasificatoria habrá recibido la posición 6° a fin de ordenar los cruces en el siguiente orden: 3° vs. 6° (partido A); y 4° vs 5° (partido B). Los ganadores de éstos play-offs accederán a las Semifinales del Torneo Clausura de la Zona Sur.
Finalmente, en las Semifinales del Torneo Clausura, se enfrentarán de forma cruzada los clasificados como 1° y 2° de la Zona Campeonato, y los ganadores de los play-offs de los cuartos de final del Torneo Clausura a un partido, con derecho de localía para los equipos 1° y 2° de la Zona Campeonato. Los ganadores de las Semifinales se enfrentarán en la Final del Torneo Clausura a un partido, en cancha del mejor clasificado en el Torneo Apertura, donde el ganador se proclamará Campeón del Torneo Clausura y se adjudicará un cupo en el Torneo Provincial 2024, además de que clasificará a la Final de la Zona Sur para enfrentar al Campeón del Apertura, y de esta forma determinar finalmente al Campeón de la Zona Sur 2023 de la Liga Cultural de Fútbol.
Fuente:

### Torneo Apertura

#### Fixture
Fuente: 
Nota: los días de juego de los partidos son estimaciones y pueden estar sujetos a eventuales cambios.
| Fecha 1 | Fecha 1             | Fecha 1 | Fecha 1                         | Fecha 1 |
| Día     | Equipo Local        | G       | Equipo Visitante                | G       |
| ------- | ------------------- | ------- | ------------------------------- | ------- |
| 16/04   | Libre               | -       | Independiente (Jac. Arauz)      | -       |
| 16/04   | Pampero (Guatraché) | 2       | Unión (Villa Iris)              | 1       |
| 16/04   | Club Darregueira    | 1       | Sportivo y Cultural (S. Martín) | 1       |
| 16/04   | Deportivo Alpachiri | 2       | Unión (General Campos)          | 1       |
| 16/04   | U. D. Bernasconi    | 2       | Gimnasia (Darregueira)          | 1       |
| 16/04   | Rampla Juniors      | 1       | Huracán (Guatraché)             | 1       |
| 16/04   | Villa Mengelle      | 3       | Argentinos Jrs. (Darregueira)   | 3       |

| Fecha 2 | Fecha 2                         | Fecha 2 | Fecha 2                    | Fecha 2 |
| Día     | Equipo Local                    | G       | Equipo Visitante           | G       |
| ------- | ------------------------------- | ------- | -------------------------- | ------- |
| 23/04   | Villa Mengelle                  | -       | Libre                      | -       |
| 23/04   | Argentinos Jrs. (Darregueira)   | 3       | Rampla Juniors             | 2       |
| 23/04   | Huracán (Guatraché)             | 0       | U. D. Bernasconi           | 2       |
| 23/04   | Gimnasia (Darregueira)          | 2       | Deportivo Alpachiri        | 1       |
| 23/04   | Unión (General Campos)          | 0       | Club Darregueira           | 2       |
| 23/04   | Sportivo y Cultural (S. Martín) | 1       | Pampero (Guatraché)        | 2       |
| 23/04   | Unión (Villa Iris)              | 1       | Independiente (Jac. Arauz) | 0       |

| Fecha 3 | Fecha 3                    | Fecha 3 | Fecha 3                         | Fecha 3 |
| Día     | Equipo Local               | G       | Equipo Visitante                | G       |
| ------- | -------------------------- | ------- | ------------------------------- | ------- |
| 30/04   | Libre                      | -       | Unión (Villa Iris)              | -       |
| 30/04   | Independiente (Jac. Arauz) | 4       | Sportivo y Cultural (S. Martín) | 0       |
| 30/04   | Pampero (Guatraché)        | 3       | Unión (General Campos)          | 1       |
| 30/04   | Club Darregueira           | 2       | Gimnasia (Darregueira)          | 3       |
| 30/04   | Deportivo Alpachiri        | 1       | Huracán (Guatraché)             | 0       |
| 30/04   | U. D. Bernasconi           | 2       | Argentinos Jrs. (Darregueira)   | 1       |
| 30/04   | Rampla Juniors             | 0       | Villa Mengelle                  | 0       |

| Fecha 4 | Fecha 4                         | Fecha 4 | Fecha 4                    | Fecha 4 |
| Día     | Equipo Local                    | G       | Equipo Visitante           | G       |
| ------- | ------------------------------- | ------- | -------------------------- | ------- |
| 07/05   | Rampla Juniors                  | -       | Libre                      | -       |
| 07/05   | Villa Mengelle                  | 1       | U. D. Bernasconi           | 4       |
| 07/05   | Argentinos Jrs. (Darregueira)   | 0       | Deportivo Alpachiri        | 3       |
| 07/05   | Huracán (Guatraché)             | 2       | Club Darregueira           | 1       |
| 07/05   | Gimnasia (Darregueira)          | 2       | Pampero (Guatraché)        | 1       |
| 07/05   | Unión (General Campos)          | 1       | Independiente (Jac. Arauz) | 2       |
| 07/05   | Sportivo y Cultural (S. Martín) | 0       | Unión (Villa Iris)         | 1       |

| Fecha 5 | Fecha 5                    | Fecha 5 | Fecha 5                         | Fecha 5 |
| Día     | Equipo Local               | G       | Equipo Visitante                | G       |
| ------- | -------------------------- | ------- | ------------------------------- | ------- |
| 13/05   | Libre                      | -       | Sportivo y Cultural (S. Martín) | -       |
| 13/05   | Unión (Villa Iris)         | 3       | Unión (General Campos)          | 1       |
| 13/05   | U. D. Bernasconi           | 1       | Rampla Juniors                  | 0       |
| 13/05   | Pampero (Guatraché)        | 1       | Huracán (Guatraché)             | 1       |
| 13/05   | Deportivo Alpachiri        | 0       | Villa Mengelle                  | 0       |
| 14/05   | Club Darregueira           | 1       | Argentinos Jrs. (Darregueira)   | 0       |
| 25/05   | Independiente (Jac. Arauz) | 1       | Gimnasia (Darregueira)          | 0       |

| Fecha 6 | Fecha 6                       | Fecha 6 | Fecha 6                         | Fecha 6 |
| Día     | Equipo Local                  | G       | Equipo Visitante                | G       |
| ------- | ----------------------------- | ------- | ------------------------------- | ------- |
| 21/05   | U. D. Bernasconi              | -       | Libre                           | -       |
| 21/05   | Rampla Juniors                | 2       | Deportivo Alpachiri             | 2       |
| 21/05   | Villa Mengelle                | 1       | Club Darregueira                | 2       |
| 21/05   | Argentinos Jrs. (Darregueira) | 0       | Pampero (Guatraché)             | 1       |
| 21/05   | Huracán (Guatraché)           | 2       | Independiente(Jac. Arauz)       | 0       |
| 21/05   | Gimnasia (Darregueira)        | 2       | Unión (Villa Iris)              | 1       |
| 21/05   | Unión (General Campos)        | 2       | Sportivo y Cultural (S. Martín) | 2       |

| Fecha 7 | Fecha 7                         | Fecha 7 | Fecha 7                       | Fecha 7 |
| Día     | Equipo Local                    | G       | Equipo Visitante              | G       |
| ------- | ------------------------------- | ------- | ----------------------------- | ------- |
| 04/06   | Libre                           | -       | Unión (General Campos)        | -       |
| 04/06   | Sportivo y Cultural (S. Martín) | 0       | Gimnasia (Darregueira)        | 1       |
| 04/06   | Unión (Villa Iris)              | 3       | Huracán (Guatraché)           | 0       |
| 04/06   | Independiente (Jac. Arauz)      | 3       | Argentinos Jrs. (Darregueira) | 0       |
| 04/06   | Pampero (Guatraché)             | 2       | Villa Mengelle                | 1       |
| 04/06   | Club Darregueira                | 3       | Rampla Juniors                | 2       |
| 04/06   | Deportivo Alpachiri             | 0       | U. D. Bernasconi              | 0       |

| Fecha 8 | Fecha 8                       | Fecha 8 | Fecha 8                         | Fecha 8 |
| Día     | Equipo Local                  | G       | Equipo Visitante                | G       |
| ------- | ----------------------------- | ------- | ------------------------------- | ------- |
| 11/06   | Deportivo Alpachiri           | -       | Libre                           | -       |
| 11/06   | U. D. Bernasconi              | 4       | Club Darregueira                | 1       |
| 11/06   | Rampla Juniors                | 2       | Pampero (Guatraché)             | 2       |
| 11/06   | Villa Mengelle                | 1       | Independiente (Jac. Arauz)      | 1       |
| 11/06   | Argentinos Jrs. (Darregueira) | 1       | Unión (Villa Iris)              | 1       |
| 11/06   | Huracán (Guatraché)           | 0       | Sportivo y Cultural (S. Martín) | 1       |
| 11/06   | Gimnasia (Darregueira)        | 3       | Unión (General Campos)          | 0       |

| Fecha 9 | Fecha 9                         | Fecha 9 | Fecha 9                       | Fecha 9 |
| Día     | Equipo Local                    | G       | Equipo Visitante              | G       |
| ------- | ------------------------------- | ------- | ----------------------------- | ------- |
| 18/06   | Libre                           | -       | Gimnasia (Darregueira)        | -       |
| 17/06   | Independiente (Jac. Arauz)      | 3       | Rampla Juniors                | 4       |
| 17/06   | Unión (General Campos)          | 0       | Huracán (Guatraché)           | 1       |
| 18/06   | Unión (Villa Iris)              | 3       | Villa Mengelle                | 1       |
| 18/06   | Pampero (Guatraché)             | 1       | U. D. Bernasconi              | 0       |
| 19/06   | Club Darregueira                | 0       | Deportivo Alpachiri           | 5       |
| 19/06   | Sportivo y Cultural (S. Martín) | 0       | Argentinos Jrs. (Darregueira) | 1       |

| Fecha 10 | Fecha 10                      | Fecha 10 | Fecha 10                        | Fecha 10 |
| Día      | Equipo Local                  | G        | Equipo Visitante                | G        |
| -------- | ----------------------------- | -------- | ------------------------------- | -------- |
| 02/07    | Club Darregueira              | -        | Libre                           | -        |
| 02/07    | Deportivo Alpachiri           | 0        | Pampero (Guatraché)             | 1        |
| 02/07    | U. D. Bernasconi              | 0        | Independiente (Jac. Arauz)      | 1        |
| 02/07    | Rampla Juniors                | 1        | Unión (Villa Iris)              | 3        |
| 02/07    | Villa Mengelle                | 1        | Sportivo y Cultural (S. Martín) | 2        |
| 02/07    | Argentinos Jrs. (Darregueira) | 2        | Unión (General Campos)          | 1        |
| 02/07    | Huracán (Guatraché)           | 2        | Gimnasia (Darregueira)          | 2        |

| Fecha 11 | Fecha 11                        | Fecha 11 | Fecha 11                      | Fecha 11 |
| Día      | Equipo Local                    | G        | Equipo Visitante              | G        |
| -------- | ------------------------------- | -------- | ----------------------------- | -------- |
| 09/07    | Libre                           | -        | Huracán (Guatraché)           | -        |
| 08/07    | Unión (General Campos)          | 4        | Villa Mengelle                | 3        |
| 09/07    | Gimnasia (Darregueira)          | 1        | Argentinos Jrs. (Darregueira) | 0        |
| 09/07    | Sportivo y Cultural (S. Martín) | 2        | Rampla Juniors                | 1        |
| 09/07    | Unión (Villa Iris)              | 0        | U. D. Bernasconi              | 0        |
| 09/07    | Independiente (Jac. Arauz)      | 5        | Deportivo Alpachiri           | 4        |
| 09/07    | Pampero (Guatraché)             | 3        | Club Darregueira              | 0        |

| Fecha 12 | Fecha 12                      | Fecha 12 | Fecha 12                        | Fecha 12 |
| Día      | Equipo Local                  | G        | Equipo Visitante                | G        |
| -------- | ----------------------------- | -------- | ------------------------------- | -------- |
| 16/07    | Pampero (Guatraché)           | -        | Libre                           | -        |
| 16/07    | Club Darregueira              | 0        | Independiente (Jac. Arauz)      | 4        |
| 16/07    | Deportivo Alpachiri           | 1        | Unión (Villa Iris)              | 0        |
| 16/07    | U. D. Bernasconi              | 3        | Sportivo y Cultural (S. Martín) | 2        |
| 16/07    | Rampla Juniors                | 1        | Unión (General Campos)          | 3        |
| 16/07    | Villa Mengelle                | 0        | Gimnasia (Darregueira)          | 1        |
| 16/07    | Argentinos Jrs. (Darregueira) | 2        | Huracán (Guatraché)             | 0        |

| Fecha 13 | Fecha 13                        | Fecha 13 | Fecha 13                      | Fecha 13 |
| Día      | Equipo Local                    | G        | Equipo Visitante              | G        |
| -------- | ------------------------------- | -------- | ----------------------------- | -------- |
| 23/07    | Libre                           | -        | Argentinos Jrs. (Darregueira) | -        |
| 23/07    | Huracán (Guatraché)             | 5        | Villa Mengelle                | 2        |
| 23/07    | Gimnasia (Darregueira)          | 3        | Rampla Juniors                | 0        |
| 23/07    | Unión (General Campos)          | 4        | U. D. Bernasconi              | 2        |
| 23/07    | Sportivo y Cultural (S. Martín) | 2        | Deportivo Alpachiri           | 3        |
| 23/07    | Unión (Villa Iris)              | 3        | Club Darregueira              | 0        |
| 23/07    | Independiente (Jac. Arauz)      | 1        | Pampero (Guatraché)           | 2        |

1. ↑  La Liga Cultural determinó que la fecha se adelante un día por las elecciones "PASO" de la Provincia de La Pampa.
2. ↑  Partido suspendido el dia 13/05, a los 33' del PT por corte de luz en el estadio. Partido reprogramado -por la Liga Cultural- para el dia 25/05.
3. ↑  La fecha inicialmente iba a ser disputada en el fin de semana del 28/05. El Consejo Directivo de la Liga Cultural tomó la determinación de suspender la fecha con motivo de respaldar al presidente de la entidad, José Clemente, luego de la denuncia que recibiera de parte de una agrupación arbitral.
4. ↑  El partido fue suspendido el día 04/06 a los 38'ST por falta de garantías policiales. La decisión del resultado del partido, sería determinada por el Tribunal de Disciplina de la Liga Cultural de Fútbol, el cual determinó que se le dió por perdido el partido a Huracán de Guatraché por 3 - 0, debido a que los jugadores abandonaron el campo de juego antes de que se diera por suspendido el encuentro.
5. ↑  El partido fue suspendido el día 04/06 a los 37'ST por falta de garantías policiales. La decisión del resultado del partido, sería determinada por el Tribunal de Disciplina de la Liga Cultural de Fútbol, el cual determinó que el partido se continúe con normalidad hasta su finalización. El club Argentino Junior de Darregueira decidió no presentarse al partido debido a cuestiones económicas y de transporte que no justificaban el deber jugar los 7 minutos restantes del encuentro, y en virtud de ésto, el Tribunal de Disciplina de la Liga Cultural de Fútbol decidió dar por perdido el partido al club Argentino Junior por un resultado de 3 - 0 por no presentarse al partido.
6. ↑  Inicialmente, la fecha debió ser jugada el fin de semana del 25/06. La fecha fue suspendida por mal estado de los campos de juego de los equipos de la Zona Sur, luego de precipitaciones climáticas. Fecha reprogramada para el fin de semana siguiente (02/07).

| Tabla de Posiciones Primera División “A” - Apertura Zona Sur - Liga Cultural 2023 |                                      |    |    |    |    |    |    |     |      |
| POS                                                                               | Equipo                               | PJ | PG | PE | PP | GF | GC | DG  | Pts. |
| 1                                                                                 | Pampero (Guatraché) (C) (ZC)         | 12 | 9  | 2  | 1  | 21 | 10 | 11  | 29   |
| 2                                                                                 | Gimnasia (Darregueira) (ZC) (RI)     | 12 | 9  | 1  | 2  | 21 | 10 | 11  | 28   |
| 3                                                                                 | Unión (Villa Iris) (ZC) (RI)         | 12 | 7  | 2  | 3  | 20 | 9  | 11  | 23   |
| 4                                                                                 | U. D. Bernasconi (ZC) (RI)           | 12 | 7  | 2  | 3  | 20 | 12 | 8   | 23   |
| 5                                                                                 | Independiente (Jac. Arauz) (ZC) (RI) | 12 | 7  | 1  | 4  | 25 | 15 | 10  | 22   |
| 6                                                                                 | Deportivo Alpachiri (ZR)             | 12 | 6  | 3  | 3  | 23 | 13 | 10  | 21   |
| 7                                                                                 | Huracán (Guatraché) (ZR)             | 12 | 4  | 3  | 5  | 14 | 16 | -2  | 15   |
| 8                                                                                 | Argentino Jr. (Darregueira) (ZR)     | 12 | 4  | 2  | 6  | 13 | 18 | -5  | 14   |
| 9                                                                                 | Club Darregueira (ZR)                | 12 | 4  | 1  | 7  | 13 | 29 | -16 | 13   |
| 10                                                                                | Sportivo y Cultural (S. Martín) (ZR) | 12 | 3  | 2  | 7  | 13 | 19 | -6  | 11   |
| 11                                                                                | Unión (General Campos) (ZR)          | 12 | 3  | 1  | 8  | 18 | 26 | -8  | 10   |
| 12                                                                                | Rampla Juniors (ZR)                  | 12 | 1  | 4  | 7  | 16 | 26 | -10 | 7    |
| 13                                                                                | Villa Mengelle (ZR)                  | 12 | 0  | 4  | 8  | 14 | 27 | -13 | 4    |

1. ↑  Rechazó su plaza para el Torneo Regional Federal Amateur 2023-24.

| (C)  | Campeón clasificado a la Zona Campeonato del Torneo Clausura, Final de la Zona Sur, Torneo Regional Federal Amateur 2023-24 y Torneo Provincial 2024. | Campeón clasificado a la Zona Campeonato del Torneo Clausura, Final de la Zona Sur, Torneo Regional Federal Amateur 2023-24 y Torneo Provincial 2024. | Campeón clasificado a la Zona Campeonato del Torneo Clausura, Final de la Zona Sur, Torneo Regional Federal Amateur 2023-24 y Torneo Provincial 2024. | Campeón clasificado a la Zona Campeonato del Torneo Clausura, Final de la Zona Sur, Torneo Regional Federal Amateur 2023-24 y Torneo Provincial 2024. | Campeón clasificado a la Zona Campeonato del Torneo Clausura, Final de la Zona Sur, Torneo Regional Federal Amateur 2023-24 y Torneo Provincial 2024. | Campeón clasificado a la Zona Campeonato del Torneo Clausura, Final de la Zona Sur, Torneo Regional Federal Amateur 2023-24 y Torneo Provincial 2024. | Campeón clasificado a la Zona Campeonato del Torneo Clausura, Final de la Zona Sur, Torneo Regional Federal Amateur 2023-24 y Torneo Provincial 2024. | Campeón clasificado a la Zona Campeonato del Torneo Clausura, Final de la Zona Sur, Torneo Regional Federal Amateur 2023-24 y Torneo Provincial 2024. | Campeón clasificado a la Zona Campeonato del Torneo Clausura, Final de la Zona Sur, Torneo Regional Federal Amateur 2023-24 y Torneo Provincial 2024. | Campeón clasificado a la Zona Campeonato del Torneo Clausura, Final de la Zona Sur, Torneo Regional Federal Amateur 2023-24 y Torneo Provincial 2024. |
| (ZC) | Clasificado a la Zona Campeonato del Torneo Clausura.                                                                                                 | Clasificado a la Zona Campeonato del Torneo Clausura.                                                                                                 | Clasificado a la Zona Campeonato del Torneo Clausura.                                                                                                 | Clasificado a la Zona Campeonato del Torneo Clausura.                                                                                                 | Clasificado a la Zona Campeonato del Torneo Clausura.                                                                                                 | Clasificado a la Zona Campeonato del Torneo Clausura.                                                                                                 | Clasificado a la Zona Campeonato del Torneo Clausura.                                                                                                 | Clasificado a la Zona Campeonato del Torneo Clausura.                                                                                                 | Clasificado a la Zona Campeonato del Torneo Clausura.                                                                                                 | Clasificado a la Zona Campeonato del Torneo Clausura.                                                                                                 |
| (RI) | Asegurarán disputar, al menos, los Repechajes Interzonales del Torneo Provincial 2024.                                                                | Asegurarán disputar, al menos, los Repechajes Interzonales del Torneo Provincial 2024.                                                                | Asegurarán disputar, al menos, los Repechajes Interzonales del Torneo Provincial 2024.                                                                | Asegurarán disputar, al menos, los Repechajes Interzonales del Torneo Provincial 2024.                                                                | Asegurarán disputar, al menos, los Repechajes Interzonales del Torneo Provincial 2024.                                                                | Asegurarán disputar, al menos, los Repechajes Interzonales del Torneo Provincial 2024.                                                                | Asegurarán disputar, al menos, los Repechajes Interzonales del Torneo Provincial 2024.                                                                | Asegurarán disputar, al menos, los Repechajes Interzonales del Torneo Provincial 2024.                                                                | Asegurarán disputar, al menos, los Repechajes Interzonales del Torneo Provincial 2024.                                                                | Asegurarán disputar, al menos, los Repechajes Interzonales del Torneo Provincial 2024.                                                                |
| (ZR) | Clasificado a las Zonas Reclasificatorias del Torneo Clausura.                                                                                        | Clasificado a las Zonas Reclasificatorias del Torneo Clausura.                                                                                        | Clasificado a las Zonas Reclasificatorias del Torneo Clausura.                                                                                        | Clasificado a las Zonas Reclasificatorias del Torneo Clausura.                                                                                        | Clasificado a las Zonas Reclasificatorias del Torneo Clausura.                                                                                        | Clasificado a las Zonas Reclasificatorias del Torneo Clausura.                                                                                        | Clasificado a las Zonas Reclasificatorias del Torneo Clausura.                                                                                        | Clasificado a las Zonas Reclasificatorias del Torneo Clausura.                                                                                        | Clasificado a las Zonas Reclasificatorias del Torneo Clausura.                                                                                        | Clasificado a las Zonas Reclasificatorias del Torneo Clausura.                                                                                        |

### Torneo Clausura

#### Zona Campeonato
Fixture: 
| Fecha 1                    | Fecha 1   | Fecha 1                | Fecha 1     | Fecha 1 |
| Local                      | Resultado | Visitante              | Fecha       | Hora    |
| -------------------------- | --------- | ---------------------- | ----------- | ------- |
| Independiente (Jac. Arauz) | 0 - 2     | Gimnasia (Darregueira) | 6 de agosto | 15:30   |
| Pampero (Guatraché)        | 2 - 1     | Unión (Villa Iris)     | 6 de agosto | 15:30   |
| Libre: U. D. Bernasconi    |           |                        |             |         |

| Fecha 2                   | Fecha 2   | Fecha 2                    | Fecha 2      | Fecha 2 |
| Local                     | Resultado | Visitante                  | Fecha        | Hora    |
| ------------------------- | --------- | -------------------------- | ------------ | ------- |
| Pampero (Guatraché)       | 1 - 2     | Independiente (Jac. Arauz) | 20 de agosto | 15:30   |
| U. D. Bernasconi          | 2 - 1     | Gimnasia (Darregueira)     | 21 de agosto | 15:30   |
| Libre: Unión (Villa Iris) |           |                            |              |         |

| Fecha 3                    | Fecha 3   | Fecha 3            | Fecha 3      | Fecha 3 |
| Local                      | Resultado | Visitante          | Fecha        | Hora    |
| -------------------------- | --------- | ------------------ | ------------ | ------- |
| Independiente (Jac. Arauz) | 1 - 1     | U. D. Bernasconi   | 27 de agosto | 15:30   |
| Gimnasia (Darregueira)     | 1 - 1     | Unión (Villa Iris) | 27 de agosto | 15:30   |
| Libre: Pampero (Guatraché) |           |                    |              |         |

| Fecha 4                           | Fecha 4   | Fecha 4                | Fecha 4         | Fecha 4 |
| Local                             | Resultado | Visitante              | Fecha           | Hora    |
| --------------------------------- | --------- | ---------------------- | --------------- | ------- |
| Pampero (Guatraché)               | 1 - 2     | Gimnasia (Darregueira) | 3 de septiembre | 15:30   |
| Unión (Villa Iris)                | 0 - 2     | U. D. Bernasconi       | 3 de septiembre | 15:30   |
| Libre: Independiente (Jac. Arauz) |           |                        |                 |         |

| Fecha 5                       | Fecha 5   | Fecha 5             | Fecha 5          | Fecha 5 |
| Local                         | Resultado | Visitante           | Fecha            | Hora    |
| ----------------------------- | --------- | ------------------- | ---------------- | ------- |
| Independiente (Jac. Arauz)    | 2 - 0     | Unión (Villa Iris)  | 10 de septiembre | 15:30   |
| U. D. Bernasconi              | 2 - 1     | Pampero (Guatraché) | 10 de septiembre | 15:30   |
| Libre: Gimnasia (Darregueira) |           |                     |                  |         |

| Fecha 6                 | Fecha 6   | Fecha 6                    | Fecha 6          | Fecha 6 |
| Local                   | Resultado | Visitante                  | Fecha            | Hora    |
| ----------------------- | --------- | -------------------------- | ---------------- | ------- |
| Gimnasia (Darregueira)  | 0 - 0     | Independiente (Jac. Arauz) | 17 de septiembre | 15:30   |
| Unión (Villa Iris)      | 2 - 0     | Pampero (Guatraché)        | 17 de septiembre | 15:30   |
| Libre: U. D. Bernasconi |           |                            |                  |         |

| Fecha 7                    | Fecha 7   | Fecha 7             | Fecha 7          | Fecha 7 |
| Local                      | Resultado | Visitante           | Fecha            | Hora    |
| -------------------------- | --------- | ------------------- | ---------------- | ------- |
| Independiente (Jac. Arauz) | 2 - 0     | Pampero (Guatraché) | 24 de septiembre | 16:00   |
| Gimnasia (Darregueira)     | 2 - 0     | U. D. Bernasconi    | 24 de septiembre | 16:00   |
| Libre: Unión (Villa Iris)  |           |                     |                  |         |

| Fecha 8                    | Fecha 8   | Fecha 8                    | Fecha 8          | Fecha 8 |
| Local                      | Resultado | Visitante                  | Fecha            | Hora    |
| -------------------------- | --------- | -------------------------- | ---------------- | ------- |
| U. D. Bernasconi           | 1 - 0     | Independiente (Jac. Arauz) | 30 de septiembre | 16:00   |
| Unión (Villa Iris)         | 1 - 1     | Gimnasia (Darregueira)     | 1 de octubre     | 16:00   |
| Libre: Pampero (Guatraché) |           |                            |                  |         |

| Fecha 9                           | Fecha 9   | Fecha 9             | Fecha 9      | Fecha 9 |
| Local                             | Resultado | Visitante           | Fecha        | Hora    |
| --------------------------------- | --------- | ------------------- | ------------ | ------- |
| Gimnasia (Darregueira)            | 4 - 0     | Pampero (Guatraché) | 8 de octubre | 16:00   |
| U. D. Bernasconi                  | 3 - 2     | Unión (Villa Iris)  | 8 de octubre | 16:00   |
| Libre: Independiente (Jac. Arauz) |           |                     |              |         |

| Fecha 10                      | Fecha 10  | Fecha 10                   | Fecha 10      | Fecha 10 |
| Local                         | Resultado | Visitante                  | Fecha         | Hora     |
| ----------------------------- | --------- | -------------------------- | ------------- | -------- |
| Unión (Villa Iris)            | 0 - 0     | Independiente (Jac. Arauz) | 16 de octubre | 16:00    |
| Pampero (Guatraché)           | 1 - 1     | U. D. Bernasconi           | 16 de octubre | 16:00    |
| Libre: Gimnasia (Darregueira) |           |                            |               |          |

1. 1 2  Inicialmente, la fecha fue adelantada al día 12/08 por las elecciones "PASO" en la Provincia de La Pampa. La fecha fue luego suspendida por pedido de algunos clubes de la Zona Sur que solicitaron suspender la fecha debido a que el club Argentino Junior (Darregueira) no puede ejercer localía de su partido por disposición de Aprevide. La fecha fue reprogramada para el fin de semana siguiente (20/08).

| Tabla de Posiciones Primera División “A” - Zona Campeonato Clausura Zona Sur - Liga Cultural 2023 |                                 |    |    |    |    |    |    |     |      |
| POS                                                                                               | Equipo                          | PJ | PG | PE | PP | GF | GC | DG  | Pts. |
| 1                                                                                                 | U. D. Bernasconi (SF)           | 8  | 5  | 2  | 1  | 12 | 8  | 4   | 17   |
| 2                                                                                                 | Gimnasia (Darregueira) (SF)     | 8  | 4  | 3  | 1  | 13 | 5  | 8   | 15   |
| 3                                                                                                 | Independiente (Jac. Arauz) (CF) | 8  | 3  | 3  | 2  | 7  | 5  | 2   | 12   |
| 4                                                                                                 | Unión (Villa Iris) (CF)         | 8  | 1  | 3  | 4  | 7  | 11 | -4  | 6    |
| 5                                                                                                 | Pampero (Guatraché) (CF)        | 8  | 1  | 1  | 6  | 6  | 16 | -10 | 4    |

| (SF) | Clasificado a Semifinales del Torneo Clausura.      | Clasificado a Semifinales del Torneo Clausura.      | Clasificado a Semifinales del Torneo Clausura.      | Clasificado a Semifinales del Torneo Clausura.      | Clasificado a Semifinales del Torneo Clausura.      | Clasificado a Semifinales del Torneo Clausura.      | Clasificado a Semifinales del Torneo Clausura.      | Clasificado a Semifinales del Torneo Clausura.      | Clasificado a Semifinales del Torneo Clausura.      | Clasificado a Semifinales del Torneo Clausura.      |
| (CF) | Clasificado a Cuartos de Final del Torneo Clausura. | Clasificado a Cuartos de Final del Torneo Clausura. | Clasificado a Cuartos de Final del Torneo Clausura. | Clasificado a Cuartos de Final del Torneo Clausura. | Clasificado a Cuartos de Final del Torneo Clausura. | Clasificado a Cuartos de Final del Torneo Clausura. | Clasificado a Cuartos de Final del Torneo Clausura. | Clasificado a Cuartos de Final del Torneo Clausura. | Clasificado a Cuartos de Final del Torneo Clausura. | Clasificado a Cuartos de Final del Torneo Clausura. |

#### Zonas Reclasificatorias

##### Zona Reclasificatoria "A"
Fixture: 
| Fecha 1             | Fecha 1   | Fecha 1             | Fecha 1     | Fecha 1 |
| Local               | Resultado | Visitante           | Fecha       | Hora    |
| ------------------- | --------- | ------------------- | ----------- | ------- |
| Rampla Juniors      | 2 - 1     | Villa Mengelle      | 6 de agosto | 15:30   |
| Deportivo Alpachiri | 1 - 0     | Huracán (Guatraché) | 6 de agosto | 15:30   |

| Fecha 2             | Fecha 2   | Fecha 2             | Fecha 2      | Fecha 2 |
| Local               | Resultado | Visitante           | Fecha        | Hora    |
| ------------------- | --------- | ------------------- | ------------ | ------- |
| Huracán (Guatraché) | 4 - 3     | Rampla Juniors      | 21 de agosto | 15:30   |
| Villa Mengelle      | 2 - 0     | Deportivo Alpachiri | 21 de agosto | 15:30   |

| Fecha 3             | Fecha 3   | Fecha 3             | Fecha 3      | Fecha 3 |
| Local               | Resultado | Visitante           | Fecha        | Hora    |
| ------------------- | --------- | ------------------- | ------------ | ------- |
| Rampla Juniors      | 4 - 2     | Deportivo Alpachiri | 27 de agosto | 15:30   |
| Huracán (Guatraché) | 0 - 3     | Villa Mengelle      | 27 de agosto | 15:30   |

| Fecha 4             | Fecha 4   | Fecha 4             | Fecha 4         | Fecha 4 |
| Local               | Resultado | Visitante           | Fecha           | Hora    |
| ------------------- | --------- | ------------------- | --------------- | ------- |
| Deportivo Alpachiri | 4 - 1     | Rampla Juniors      | 3 de septiembre | 15:30   |
| Villa Mengelle      | 2 - 1     | Huracán (Guatraché) | 3 de septiembre | 15:30   |

| Fecha 5             | Fecha 5   | Fecha 5             | Fecha 5          | Fecha 5 |
| Local               | Resultado | Visitante           | Fecha            | Hora    |
| ------------------- | --------- | ------------------- | ---------------- | ------- |
| Rampla Juniors      | 3 - 1     | Huracán (Guatraché) | 10 de septiembre | 15:30   |
| Deportivo Alpachiri | 0 - 2     | Villa Mengelle      | 10 de septiembre | 15:30   |

| Fecha 6             | Fecha 6   | Fecha 6             | Fecha 6          | Fecha 6 |
| Local               | Resultado | Visitante           | Fecha            | Hora    |
| ------------------- | --------- | ------------------- | ---------------- | ------- |
| Villa Mengelle      | 1 - 1     | Rampla Juniors      | 17 de septiembre | 15:30   |
| Huracán (Guatraché) | 1 - 3     | Deportivo Alpachiri | 17 de septiembre | 15:30   |

1. ↑  Inicialmente, la fecha fue adelantada al día 12/08 por las elecciones "PASO" en la Provincia de La Pampa. La fecha fue luego suspendida por pedido de algunos clubes de la Zona Sur que solicitaron suspender la fecha debido a que el club Argentino Junior (Darregueira) no puede ejercer localía de su partido por disposición de Aprevide. La fecha fue reprogramada para el fin de semana siguiente (20/08).

| Tabla de Posiciones Primera División “A” - Zona Reclasificatoria “A” Clausura Zona Sur - Liga Cultural 2023 |                         |    |    |    |    |    |    |    |      |
| POS | Equipo                  | PJ | PG | PE | PP | GF | GC | DG | Pts. |
| 1 | Villa Mengelle (SFZR)   | 6  | 4  | 1  | 1  | 11 | 4  | 7  | 13   |
| 2 | Rampla Juniors (SFZR)   | 6  | 3  | 1  | 2  | 14 | 13 | 1  | 10   |
| 3 | Deportivo Alpachiri (E) | 6  | 3  | 0  | 3  | 10 | 10 | 0  | 9    |
| 4 | Huracán (Guatraché) (E) | 6  | 1  | 0  | 5  | 7  | 15 | -8 | 3    |

| (SFZR) | Clasificado a Semifinales de la Zona Reclasificatoria del Torneo Clausura. | Clasificado a Semifinales de la Zona Reclasificatoria del Torneo Clausura. | Clasificado a Semifinales de la Zona Reclasificatoria del Torneo Clausura. | Clasificado a Semifinales de la Zona Reclasificatoria del Torneo Clausura. | Clasificado a Semifinales de la Zona Reclasificatoria del Torneo Clausura. | Clasificado a Semifinales de la Zona Reclasificatoria del Torneo Clausura. | Clasificado a Semifinales de la Zona Reclasificatoria del Torneo Clausura. | Clasificado a Semifinales de la Zona Reclasificatoria del Torneo Clausura. | Clasificado a Semifinales de la Zona Reclasificatoria del Torneo Clausura. | Clasificado a Semifinales de la Zona Reclasificatoria del Torneo Clausura. |
| (E)    | Eliminado del Torneo.                                                      | Eliminado del Torneo.                                                      | Eliminado del Torneo.                                                      | Eliminado del Torneo.                                                      | Eliminado del Torneo.                                                      | Eliminado del Torneo.                                                      | Eliminado del Torneo.                                                      | Eliminado del Torneo.                                                      | Eliminado del Torneo.                                                      | Eliminado del Torneo.                                                      |

##### Zona Reclasificatoria "B"
Fixture:
| Fecha 1                | Fecha 1   | Fecha 1                         | Fecha 1     | Fecha 1 |
| Local                  | Resultado | Visitante                       | Fecha       | Hora    |
| ---------------------- | --------- | ------------------------------- | ----------- | ------- |
| Club Darregueira       | 3 - 0     | Argentino Júnior (Darregueira)  | 6 de agosto | 15:30   |
| Unión (General Campos) | 1 - 2     | Sportivo y Cultural (S. Martín) | 6 de agosto | 15:30   |

| Fecha 2                         | Fecha 2   | Fecha 2                | Fecha 2      | Fecha 2 |
| Local                           | Resultado | Visitante              | Fecha        | Hora    |
| ------------------------------- | --------- | ---------------------- | ------------ | ------- |
| Sportivo y Cultural (S. Martín) | 3 - 3     | Club Darregueira       | 20 de agosto | 15:30   |
| Argentino Junior (Darregueira)  | 4 - 0     | Unión (General Campos) | 20 de agosto | 15:30   |

| Fecha 3                         | Fecha 3   | Fecha 3                        | Fecha 3      | Fecha 3 |
| Local                           | Resultado | Visitante                      | Fecha        | Hora    |
| ------------------------------- | --------- | ------------------------------ | ------------ | ------- |
| Club Darregueira                | 4 - 1     | Unión (General Campos)         | 27 de agosto | 15:30   |
| Sportivo y Cultural (S. Martín) | 4 - 2     | Argentino Júnior (Darregueira) | 27 de agosto | 15:30   |

| Fecha 4                        | Fecha 4   | Fecha 4                         | Fecha 4         | Fecha 4 |
| Local                          | Resultado | Visitante                       | Fecha           | Hora    |
| ------------------------------ | --------- | ------------------------------- | --------------- | ------- |
| Unión (General Campos)         | 2 - 1     | Club Darregueira                | 3 de septiembre | 15:30   |
| Argentino Junior (Darregueira) | 2 - 0     | Sportivo y Cultural (S. Martín) | 3 de septiembre | 15:30   |

| Fecha 5                | Fecha 5   | Fecha 5                         | Fecha 5          | Fecha 5 |
| Local                  | Resultado | Visitante                       | Fecha            | Hora    |
| ---------------------- | --------- | ------------------------------- | ---------------- | ------- |
| Club Darregueira       | 1 - 2     | Sportivo y Cultural (S. Martín) | 10 de septiembre | 15:30   |
| Unión (General Campos) | 1 - 2     | Argentino Junior (Darregueira)  | 10 de septiembre | 15:30   |

| Fecha 6                         | Fecha 6   | Fecha 6                | Fecha 6          | Fecha 6 |
| Local                           | Resultado | Visitante              | Fecha            | Hora    |
| ------------------------------- | --------- | ---------------------- | ---------------- | ------- |
| Argentino Junior (Darregueira)  | 3 - 1     | Club Darregueira       | 17 de septiembre | 15:30   |
| Sportivo y Cultural (S. Martín) | 3 - 0     | Unión (General Campos) | 17 de septiembre | 15:30   |

1. ↑  Inicialmente, la fecha fue adelantada al día 12/08 por las elecciones "PASO" en la Provincia de La Pampa. La fecha fue luego suspendida por pedido de algunos clubes de la Zona Sur que solicitaron suspender la fecha debido a que el club Argentino Junior (Darregueira) no puede ejercer localía de su partido por disposición de Aprevide. La fecha fue reprogramada para el fin de semana siguiente (20/08).

| Tabla de Posiciones Primera División “A” - Zona Reclasificatoria “B” Clausura Zona Sur - Liga Cultural 2023 |                                        |    |    |    |    |    |    |     |      |
| POS | Equipo                                 | PJ | PG | PE | PP | GF | GC | DG  | Pts. |
| 1 | Sportivo y Cultural (S. Martín) (SFZR) | 6  | 4  | 1  | 1  | 14 | 9  | 5   | 13   |
| 2 | Argentino Júnior (Darregueira) (SFZR)  | 6  | 4  | 0  | 2  | 13 | 9  | 4   | 12   |
| 3 | Club Darregueira (E)                   | 6  | 2  | 1  | 3  | 13 | 11 | 2   | 7    |
| 4 | Unión (General Campos) (E)             | 6  | 1  | 0  | 5  | 5  | 16 | -11 | 3    |

| (SFZR) | Clasificado a Semifinales de la Zona Reclasificatoria del Torneo Clausura. | Clasificado a Semifinales de la Zona Reclasificatoria del Torneo Clausura. | Clasificado a Semifinales de la Zona Reclasificatoria del Torneo Clausura. | Clasificado a Semifinales de la Zona Reclasificatoria del Torneo Clausura. | Clasificado a Semifinales de la Zona Reclasificatoria del Torneo Clausura. | Clasificado a Semifinales de la Zona Reclasificatoria del Torneo Clausura. | Clasificado a Semifinales de la Zona Reclasificatoria del Torneo Clausura. | Clasificado a Semifinales de la Zona Reclasificatoria del Torneo Clausura. | Clasificado a Semifinales de la Zona Reclasificatoria del Torneo Clausura. | Clasificado a Semifinales de la Zona Reclasificatoria del Torneo Clausura. |
| (E)    | Eliminado del Torneo.                                                      | Eliminado del Torneo.                                                      | Eliminado del Torneo.                                                      | Eliminado del Torneo.                                                      | Eliminado del Torneo.                                                      | Eliminado del Torneo.                                                      | Eliminado del Torneo.                                                      | Eliminado del Torneo.                                                      | Eliminado del Torneo.                                                      | Eliminado del Torneo.                                                      |

##### Semifinales de la Zona Reclasificatoria
| Ida                            | Ida       | Ida                             | Ida              | Ida   |
| Local                          | Resultado | Visitante                       | Fecha            | Hora  |
| ------------------------------ | --------- | ------------------------------- | ---------------- | ----- |
| Argentino Junior (Darregueira) | 3 - 1     | Villa Mengelle                  | 24 de septiembre | 16:00 |
| Rampla Juniors                 | 3 - 0     | Sportivo y Cultural (S. Martín) | 24 de septiembre | 16:00 |

| Vuelta                          | Vuelta    | Vuelta                         | Vuelta           | Vuelta |
| Local                           | Resultado | Visitante                      | Fecha            | Hora   |
| ------------------------------- | --------- | ------------------------------ | ---------------- | ------ |
| Villa Mengelle                  | 0 - 3     | Argentino Junior (Darregueira) | 30 de septiembre | 17:00  |
| Sportivo y Cultural (S. Martín) | 5 - 0     | Rampla Juniors                 | 1 de octubre     | 16:00  |

##### Final de la Zona Reclasificatoria
| Ida                             | Ida       | Ida                         | Ida          | Ida   |
| Local                           | Resultado | Visitante                   | Fecha        | Hora  |
| ------------------------------- | --------- | --------------------------- | ------------ | ----- |
| Sportivo y Cultural (S. Martín) | 1 - 0     | Argentino Jr. (Darregueira) | 8 de octubre | 16:00 |

| Vuelta                      | Vuelta    | Vuelta                          | Vuelta        | Vuelta |
| Local                       | Resultado | Visitante                       | Fecha         | Hora   |
| --------------------------- | --------- | ------------------------------- | ------------- | ------ |
| Argentino Jr. (Darregueira) | 0 - 1     | Sportivo y Cultural (S. Martín) | 16 de octubre | 16:00  |

##### Cuadro de Desarrollo de la Zona Reclasificatoria
|  | Semifinales                | Semifinales                     | Semifinales                | Semifinales                     | Semifinales                |   |    | Final                          | Final              | Final              | Final              | Final              |  |
|  | 24/09 y 30/09 - 01/10/2023 | 24/09 y 30/09 - 01/10/2023      | 24/09 y 30/09 - 01/10/2023 | 24/09 y 30/09 - 01/10/2023      | 24/09 y 30/09 - 01/10/2023 |   |    | 08/10 y 16/10/2023             | 08/10 y 16/10/2023 | 08/10 y 16/10/2023 | 08/10 y 16/10/2023 | 08/10 y 16/10/2023 |  |
|  |                            |                                 |                            |                                 |                            |   |    |                                |                    |                    |                    |                    |  |
|  |                            |                                 |                            |                                 |                            |   |    |                                |                    |                    |                    |                    |  |
|  | 1A                         | Villa Mengelle                  | 1                          | 0                               | -                          |   |    |                                |                    |                    |                    |                    |  |
|  | 1A                         | Villa Mengelle                  | 1                          | 0                               | -                          |   |    |                                |                    |                    |                    |                    |  |
|  | 2B                         | Argentino Junior (Darregueira)  | 3                          | 3                               | -                          |   |    |                                |                    |                    |                    |                    |  |
|  | 2B                         | Argentino Junior (Darregueira)  | 3                          | 3                               | -                          |   | L1 | Argentino Júnior (Darregueira) | 0                  | 0                  | -                  |                    |  |
|  |                            |                                 |                            |                                 |                            |   | L1 | Argentino Júnior (Darregueira) | 0                  | 0                  | -                  |                    |  |
|  |                            |                                 | L2                         | Sportivo y Cultural (S. Martín) | 1                          | 1 | -  |                                |                    |                    |                    |                    |  |
|  | 1B                         | Sportivo y Cultural (S. Martín) | L2                         | Sportivo y Cultural (S. Martín) | 1                          | 1 | -  | 0                              | 5                  | -                  |                    |                    |  |
|  | 1B                         | Sportivo y Cultural (S. Martín) |                            |                                 |                            |   |    | 0                              | 5                  | -                  |                    |                    |  |
|  | 2A                         | Rampla Juniors                  | 3                          | 0                               | -                          |   |    |                                |                    |                    |                    |                    |  |
|  | 2A                         | Rampla Juniors                  | 3                          | 0                               | -                          |   |    |                                |                    |                    |                    |                    |  |
|  |                            |                                 |                            |                                 |                            |   |    |                                |                    |                    |                    |                    |  |

Nota: Los equipos mencionados en la línea superior ejercerán la localía del partido de vuelta.
Nota: Los equipos mencionados en negrita avanzan a la etapa siguiente.
Nota: El equipo campeón de la Zona Reclasificatoria, avanzará a los cuartos de final del Torneo Clausura, y asegurará disputar, al menos, los Repechajes Interzonales del Torneo Provincial 2024.

#### Fase Final

##### Cuartos de final
| Local                      | Resultado | Visitante                       | Fecha         | Hora  |
| -------------------------- | --------- | ------------------------------- | ------------- | ----- |
| Pampero (Guatraché)        | 2 - 1     | Unión (Villa Iris)              | 21 de octubre | 17:30 |
| Independiente (Jac. Arauz) | 2 - 0     | Sportivo y Cultural (S. Martín) | 21 de octubre | 17:30 |

1. ↑  Fecha adelantada un día por las Elecciones Presidenciales en Argentina.

##### Semifinales
| Local                  | Resultado     | Visitante                  | Fecha         | Hora  |
| ---------------------- | ------------- | -------------------------- | ------------- | ----- |
| U. D. Bernasconi       | 2 (2) - 2 (4) | Pampero (Guatraché)        | 29 de octubre | 16:30 |
| Gimnasia (Darregueira) | 2 - 0         | Independiente (Jac. Arauz) | 29 de octubre | 16:30 |

##### Final
| Local               | Resultado | Visitante              | Fecha          | Hora  |
| ------------------- | --------- | ---------------------- | -------------- | ----- |
| Pampero (Guatraché) | 0 - 3     | Gimnasia (Darregueira) | 5 de noviembre | 16:30 |

#### Cuadro de Desarrollo del Torneo Clausura
|  | Cuartos de final | Cuartos de final                | Cuartos de final |                            |       | Semifinales            | Semifinales | Semifinales |  |    | Final               | Final      | Final      |  |
|  | 21/10/2023       | 21/10/2023                      | 21/10/2023       |                            |       | 29/10/2023             | 29/10/2023  | 29/10/2023  |  |    | 05/11/2023          | 05/11/2023 | 05/11/2023 |  |
|  |                  |                                 |                  |                            |       |                        |             |             |  |    |                     |            |            |  |
|  |                  |                                 |                  |                            |       |                        |             |             |  |    |                     |            |            |  |
|  |                  |                                 |                  |                            |       |                        |             |             |  |    |                     |            |            |  |
|  |                  |                                 |                  |                            |       |                        |             |             |  |    |                     |            |            |  |
|  |                  |                                 |                  |                            |       |                        |             |             |  |    |                     |            |            |  |
|  |                  | 1ZC                             | U. D. Bernasconi | 2 (2)                      |       |                        |             |             |  |    |                     |            |            |  |
|  |                  |                                 |                  | 2 (2)                      |       |                        |             |             |  |    |                     |            |            |  |
|  |                  |                                 | L1               | Pampero (Guatraché)        | 2 (4) |                        |             |             |  |    |                     |            |            |  |
|  | 5ZC              | Pampero (Guatraché)             | L1               | Pampero (Guatraché)        | 2 (4) | 2                      |             |             |  |    |                     |            |            |  |
|  | 5ZC              | Pampero (Guatraché)             |                  |                            |       |                        |             |             |  |    |                     |            |            |  |
|  | 4ZC              | Unión (Villa Iris)              | 1                |                            |       |                        |             |             |  |    |                     |            |            |  |
|  | 4ZC              | Unión (Villa Iris)              | 1                |                            |       |                        |             |             |  | P1 | Pampero (Guatraché) | 0          |            |  |
|  |                  |                                 |                  |                            |       |                        |             |             |  | P1 | Pampero (Guatraché) | 0          |            |  |
|  |                  |                                 | P2               | Gimnasia (Darregueira)     | 3     |                        |             |             |  |    |                     |            |            |  |
|  | 3ZC              | Independiente (Jac. Arauz)      | P2               | Gimnasia (Darregueira)     | 3     | 2                      |             |             |  |    |                     |            |            |  |
|  | 3ZC              | Independiente (Jac. Arauz)      |                  |                            |       |                        |             |             |  |    |                     |            |            |  |
|  | CZR              | Sportivo y Cultural (S. Martín) | 0                |                            |       |                        |             |             |  |    |                     |            |            |  |
|  | CZR              | Sportivo y Cultural (S. Martín) | 0                |                            | 2ZC   | Gimnasia (Darregueira) | 2           |             |  |    |                     |            |            |  |
|  |                  |                                 |                  |                            | 2ZC   | Gimnasia (Darregueira) | 2           |             |  |    |                     |            |            |  |
|  |                  |                                 | L2               | Independiente (Jac. Arauz) | 0     |                        |             |             |  |    |                     |            |            |  |
|  |                  |                                 | L2               | Independiente (Jac. Arauz) | 0     |                        |             |             |  |    |                     |            |            |  |
|  |                  |                                 |                  |                            |       |                        |             |             |  |    |                     |            |            |  |
|  |                  |                                 |                  |                            |       |                        |             |             |  |    |                     |            |            |  |
|  |                  |                                 |                  |                            |       |                        |             |             |  |    |                     |            |            |  |
|  |                  |                                 |                  |                            |       |                        |             |             |  |    |                     |            |            |  |

1. ↑  Fecha adelantada un día por las Elecciones Presidenciales en Argentina.

Referencias:
1ZC: 1° de la Zona Campeonato; 2ZC: 2° de la Zona Campeonato; 3ZC: 3° de la Zona Campeonato; 4ZC: 4° de la Zona Campeonato; 5ZC: 5° de la Zona Campeonato; CZR: Campeón de la Zona Reclasificatoria; L1: Llave 1; L2: Llave 2. 
Nota: los equipos mencionados en la línea superior, ejercerán la localía dependiendo de su clasificación en el Torneo Apertura. 
Nota: Los equipos mencionados en negrita avanzan a la etapa siguiente.

### Final de la Zona Sur
La disputarán el campeón del Torneo Apertura, Pampero (Guatraché); y el campeón del Torneo Clausura, Gimnasia de Darregueira en partidos de ida y vuelta. Este año el sorteo de la localía del partido de vuelta tuvo la particularidad de que se sorteó mediante la Lotería Nacional nocturna del día 6 de noviembre de 2023, favoreciendo al equipo que hubiera elegido obtener un número par. Con el número 6856, el club Pampero de Guatraché obtuvo el derecho de localía en el partido de vuelta. 
|  | Final           |                        |   |   |   |  |
|  | 12 y 20/11/2023 |                        |   |   |   |  |
|  |                 |                        |   |   |   |  |
|  | 1               | Pampero (Guatraché)    | 1 | 1 | - |  |
|  | 1               | Pampero (Guatraché)    | 1 | 1 | - |  |
|  | 2               | Gimnasia (Darregueira) | 0 | 1 | - |  |
|  | 2               | Gimnasia (Darregueira) | 0 | 1 | - |  |

Nota: El equipo mencionado en la línea superior, define la serie de local.

1. ↑  El partido de vuelta se disputará el 20/11 con motivo de que el domingo 19/11 se realizará el Balotaje de las Elecciones Presidenciales en Argentina.

## Repechajes del Torneo Provincial 2024
Serán disputados por 10 equipos que no hayan obtenido alguno de los dos torneos anuales de cada zona (Apertura y Clausura). Tendrán dos etapas, siendo la primera los Repechajes Zonales; y la segunda los Repechajes Interzonales. 
Los Repechajes Zonales serán disputados por los equipos ubicados en 5º, 6º, 7º y 8º lugar de la Tabla General de Posiciones de la Zona Norte, ordenando los cruces en: 5º vs 8º; y 6º vs 7º, a un partido con ventaja de localía para los equipos 5º y 6º. Los ganadores de ambos cruces, dependiendo de su posición en la Tabla General de Posiciones de la Zona Norte, adquirirán la posición "5º Norte" y "6º Norte" a fin de ordenar los Repechajes Interzonales. 
Los Repechajes Interzonales serán disputados por los equipos ubicados en 3° y 4° lugar de la Tabla General de Posiciones de la Zona Norte, los ganadores de los Repechajes Zonales (5° Norte y 6° Norte), los equipos no campeones ubicados en 3°, 4° y 5° puesto de la Zona Campeonato del Torneo Clausura de la Zona Sur, y el equipo campeón de la Zona Reclasificatoria del Torneo Clausura de la Zona Sur, el cual habrá obtenido la posición 6° Sur a fin de ordenar los cruces. Los partidos serán ordenados de la siguiente forma: 3° Norte vs 6° Sur; 4° Norte vs 5° Sur; 3° Sur vs 6° Norte; y 4° Sur vs 5° Norte. Se disputarán en series de partidos de ida y vuelta con ventaja de localía del partido de vuelta para los equipos ubicados en 3° y 4° lugar de ambas zonas. 

### Repechajes Zonales
Fueron disputados por Independiente de Doblas (5° Norte), Unión de Miguel Riglos (6° Norte), Atlético Macachín (7° Norte) y Deportivo Winifreda (8° Norte). 
| Local                   | Resultado     | Visitante           | Fecha          | Hora  |
| ----------------------- | ------------- | ------------------- | -------------- | ----- |
| Unión (MR)              | 1 (5) - 1 (6) | Atlético Macachín   | 5 de noviembre | 19:00 |
| Independiente de Doblas | 0 - 1         | Deportivo Winifreda | 8 de noviembre | 14:00 |

Al tener Atlético Macachín una mejor posición en la Tabla General de Posiciones de la Zona Norte respecto a Deportivo Winifreda, se le adjudicó la posición 5° Norte; mientras que a Deportivo Winifreda se le adjudicó la posición 6° Norte, con el fin de ordenar los cruces de los Repechajes Interzonales. 

### Repechajes Interzonales
Serán disputados por Unión Deportiva Campos (3° Norte), General Belgrano (4° Norte), Atlético Macachín (5° Norte), Deportivo Winifreda (6° Norte), Unión Deportiva Bernasconi (3° Sur), Independiente de Jacinto Arauz (4° Sur), Unión de Villa Iris (5° Sur), y Sportivo y Cultural de General San Martín (6° Sur). 
| Ida                             | Ida       | Ida                        | Ida             | Ida             |
| Local                           | Resultado | Visitante                  | Fecha           | Hora            |
| ------------------------------- | --------- | -------------------------- | --------------- | --------------- |
| Atlético Macachín               | 0 - 0     | Independiente (Jac. Arauz) | 12 de noviembre | 17:00           |
| Sportivo y Cultural (S. Martín) | 0 - 1     | Unión Deportiva Campos     | 15 de noviembre | 14:00           |
| Deportivo Winifreda             | 0 - 2     | U. D. Bernasconi           | 15 de noviembre | 20:00           |
| Unión (Villa Iris)              | -         | General Belgrano           | No se disputará | No se disputará |

| Vuelta                     | Vuelta        | Vuelta                          | Vuelta          | Vuelta          |
| Local                      | Resultado     | Visitante                       | Fecha           | Hora            |
| -------------------------- | ------------- | ------------------------------- | --------------- | --------------- |
| Independiente (Jac. Arauz) | 2 - 3         | Atlético Macachín               | 18 de noviembre | 19:30           |
| Unión Deportiva Campos     | 2 (3) - 3 (0) | Sportivo y Cultural (S. Martín) | 20 de noviembre | 17:00           |
| U. D. Bernasconi           | 2 - 1         | Deportivo Winifreda             | 20 de noviembre | 17:00           |
| General Belgrano           | -             | Unión (Villa Iris)              | No se disputará | No se disputará |

1. 1 2  El Club Unión (Villa Iris) decidió no presentarse a disputar los partidos argumentando varias problemáticas para poder asistir.

## Final de Liga
La Final de la Liga Cultural de Fútbol enfrentará este año a All Boys de Santa Rosa, quien fue Campeón de la Zona Norte al adjudicarse el Torneo Apertura y el Torneo Clausura de su zona; y a Pampero de Guatraché, quien se adjudicó el título de Campeón de la Zona Sur tras haber ganado el Torneo Apertura y posteriormente la Final de la Zona Sur. 
La serie se disputará en series de partidos de ida y vuelta con ventaja de localía sorteada a favor de Pampero de Guatraché. 
|  | Final              |                     |   |   |   |  |
|  | 29/11 y 06/12/2023 |                     |   |   |   |  |
|  |                    |                     |   |   |   |  |
|  | 1                  | Pampero (Guatraché) | 0 | 3 | - |  |
|  | 1                  | Pampero (Guatraché) | 0 | 3 | - |  |
|  | 2                  | All Boys            | 8 | 4 | - |  |
|  | 2                  | All Boys            | 8 | 4 | - |  |

Club Atlético All Boys
(Santa Rosa)
Campeón
44° Campeonato

## Torneo de Primera B
En la Zona Norte también se disputa el Torneo Oficial de Primera "B". El Torneo se desarrollará en dos ruedas de quince (15) partidos, por el sistema de todos contra todos y determinará dos ascensos: el primero será obtenido por el equipo campeón del torneo; mientras que el segundo ascenso saldrá de un Torneo Reducido que será disputado por los equipos ubicados entre el 2° y 9° lugar a partir de cuartos de final hasta llegar a la Final, en series de partidos de ida y vuelta con ventaja de localía para los equipos ubicados en el 2.º, 3.º, 4.º y 5.º puesto. Los ascendidos tendrán el derecho de disputar el Torneo de Primera "A" en la temporada 2024. 

### Clubes Participantes
El torneo será disputado por dieciséis (16) clubes, de los cuales cuatro (4) son debutantes respecto a la edición anterior, y uno proviene de la Primera "A" 2023 como descenso directo (Guardia del Monte). Los equipos debutantes son: Sportivo Pampero (Ataliva Roca); El Pampero (Colonia Santa María); Asociación Deportiva Santa María (Santa Rosa); y Fénix Fútbol Club (Santa Rosa). 
| Club                                   | L                                   | Fund       | Loc                 | Prov     | Estadio                   |
| -------------------------------------- | ----------------------------------- | ---------- | ------------------- | -------- | ------------------------- |
| Club Deportivo Cochicó                 |                                     | 19/02/1923 | Victorica           | La Pampa | Domingo Aranda Valenzuela |
| Club Social Deportivo y Cultural Telén |                                     | 05/12/1940 | Telén               | La Pampa |                           |
| Club Sportivo Luan Toro                |                                     | 23/08/1930 | Luan Toro           | La Pampa | Inocencio Medina          |
| Club Juventud Unida                    |                                     | 16/09/1959 | Santa Isabel        | La Pampa |                           |
| Club Deportivo Carro Quemado           |                                     |            | Carro Quemado       | La Pampa |                           |
| Club Deportivo Centro Oeste            |                                     |            | Santa Rosa          | La Pampa |                           |
| Club Domingo Faustino Sarmiento        |                                     | 17/04/1955 | Santa Rosa          | La Pampa | Juan Alejo Suárez Cepeda  |
| Asoc. Matadero por la Lealtad          |                                     |            | Santa Rosa          | La Pampa |                           |
| Asociación Social y Deportiva El Elyon |                                     | 14/07/2010 | Santa Rosa          | La Pampa | El Paraíso                |
| Club La Barranca                       | Archivo:Escudo Club La Barranca.png |            | Santa Rosa          | La Pampa |                           |
| Asociación Deportiva Santa María       |                                     |            | Santa Rosa          | La Pampa |                           |
| Fénix Fútbol Club                      |                                     |            | Santa Rosa          | La Pampa |                           |
| Club Sportivo Pampero                  |                                     |            | Ataliva Roca        | La Pampa |                           |
| Club Social y Deportivo El Pampero     |                                     |            | Colonia Santa María | La Pampa |                           |
| Club Atlético Guardia del Monte        |                                     | 01/01/1961 | Toay                | La Pampa |                           |
| Club Unión General Acha                |                                     |            | General Acha        | La Pampa |                           |

### Desarrollo del Torneo

#### Primera Rueda
Fixture: 
| Fecha 1 | Fecha 1                       | Fecha 1 | Fecha 1                         | Fecha 1 |
| Día     | Equipo Local                  | G       | Equipo Visitante                | G       |
| ------- | ----------------------------- | ------- | ------------------------------- | ------- |
| 26/03   | Unión (General Acha)          | 1       | El Elyon                        | 0       |
| 26/03   | Sarmiento                     | 2       | Sportivo Pampero (Ataliva Roca) | 2       |
| 26/03   | El Pampero (Col. Santa María) | 5       | Deportivo Carro Quemado         | 1       |
| 26/03   | Juventud Unida (Santa Isabel) | 0       | Centro Oeste                    | 5       |
| 26/03   | Fénix FC                      | 0       | Matadero por La Lealtad         | 2       |
| 26/03   | Cochicó (Victorica)           | 3       | La Barranca                     | 1       |
| 26/03   | Guardia del Monte             | 2       | Asoc. Deportiva Santa María     | 0       |
| 26/03   | Deportivo Telén               | 2       | Sportivo Luan Toro              | 3       |

| Fecha 1 | Fecha 1                         | Fecha 1 | Fecha 1                       | Fecha 1 |
| Día     | Equipo Local                    | G       | Equipo Visitante              | G       |
| ------- | ------------------------------- | ------- | ----------------------------- | ------- |
| 02/04   | Fénix FC                        | 5       | El Pampero (Col. Santa María) | 8       |
| 02/04   | La Barranca                     | 1       | Deportivo Telén               | 2       |
| 02/04   | Asoc. Deportiva Santa María     | 1       | Juventud Unida (Santa Isabel) | 0       |
| 02/04   | Matadero por La Lealtad         | 5       | Deportivo Carro Quemado       | 0       |
| 02/04   | El Elyon                        | 0       | Guardia del Monte             | 2       |
| 02/04   | Sportivo Luan Toro              | 2       | Sarmiento                     | 1       |
| 02/04   | Centro Oeste                    | 4       | Cochicó (Victorica)           | 2       |
| 02/04   | Sportivo Pampero (Ataliva Roca) | 2       | Unión (General Acha)          | 1       |

| Fecha 3 | Fecha 3                       | Fecha 3 | Fecha 3                         | Fecha 3 |
| Día     | Equipo Local                  | G       | Equipo Visitante                | G       |
| ------- | ----------------------------- | ------- | ------------------------------- | ------- |
| 06/04   | Juventud Unida (Santa Isabel) | 0       | La Barranca                     | 0       |
| 07/04   | Deportivo Carro Quemado       | 3       | Fénix FC                        | 1       |
| 07/04   | Guardia del Monte             | 1       | Cochicó (Victorica)             | 2       |
| 09/04   | Unión (General Acha)          | 0       | Centro Oeste                    | 0       |
| 09/04   | Deportivo Telén               | 0       | El Elyon                        | 1       |
| 09/04   | Sarmiento                     | 2       | Asoc. Deportiva Santa María     | 2       |
| 09/04   | El Pampero (Col. Santa María) | 2       | Sportivo Pampero (Ataliva Roca) | 1       |
| 09/04   | Matadero por La Leatad        | 0       | Sportivo Luan Toro              | 1       |

| Fecha 4 | Fecha 4                     | Fecha 4 | Fecha 4                         | Fecha 4 |
| Día     | Equipo Local                | G       | Equipo Visitante                | G       |
| ------- | --------------------------- | ------- | ------------------------------- | ------- |
| 16/04   | La Barranca                 | 1       | Sarmiento                       | 3       |
| 16/04   | Asoc. Deportiva Santa María | 1       | El Pampero (Col. Santa María)   | 2       |
| 16/04   | Unión (General Acha)        | 2       | Matadero por La Lealtad         | 1       |
| 16/04   | El Elyon                    | 1       | Deportivo Carro Quemado         | 1       |
| 16/04   | Sportivo Luan Toro          | 2       | Sportivo Pampero (Ataliva Roca) | 1       |
| 16/04   | Centro Oeste                | 2       | Fénix FC                        | 3       |
| 16/04   | Cochicó (Victorica)         | 4       | Juventud Unida (Santa Isabel)   | 0       |
| 16/04   | Guardia del Monte           | 1       | Deportivo Telén                 | 1       |

| Fecha 5 | Fecha 5                         | Fecha 5 | Fecha 5                       | Fecha 5 |
| Día     | Equipo Local                    | G       | Equipo Visitante              | G       |
| ------- | ------------------------------- | ------- | ----------------------------- | ------- |
| 23/04   | Fénix FC                        | 0       | Guardia del Monte             | 6       |
| 23/04   | Asoc. Deportiva Santa María     | 0       | El Elyon                      | 2       |
| 23/04   | Deportivo Telén                 | 3       | Sarmiento                     | 4       |
| 23/04   | Juventud Unida (Santa Isabel)   | 0       | Sportivo Luan Toro            | 1       |
| 23/04   | Centro Oeste                    | 2       | La Barranca                   | 2       |
| 23/04   | Sportivo Pampero (Ataliva Roca) | 1       | Deportivo Carro Quemado       | 2       |
| 23/04   | Matadero por La Lealtad         | 2       | El Pampero (Col. Santa María) | 2       |
| 23/04   | Cochicó (Victorica)             | 4       | Unión (General Acha)          | 0       |

| Fecha 6 | Fecha 6                       | Fecha 6 | Fecha 6                         | Fecha 6 |
| Día     | Equipo Local                  | G       | Equipo Visitante                | G       |
| ------- | ----------------------------- | ------- | ------------------------------- | ------- |
| 29/04   | El Elyon                      | 0       | Cochicó (Victorica)             | 6       |
| 30/04   | La Barranca                   | 1       | Unión (General Acha)            | 2       |
| 30/04   | Deportivo Carro Quemado       | 0       | Juventud Unida (Santa Isabel)   | 3       |
| 30/04   | Sportivo Luan Toro            | 2       | Asoc. Deportiva Santa María     | 0       |
| 30/04   | Sarmiento                     | 2       | Matadero por La Lealtad         | 0       |
| 30/04   | El Pampero (Col. Santa María) | 2       | Deportivo Telén                 | 2       |
| 30/04   | Fénix FC                      | 3       | Sportivo Pampero (Ataliva Roca) | 6       |
| 30/04   | Guardia del Monte             | 1       | Centro Oeste                    | 0       |

| Fecha 7 | Fecha 7                       | Fecha 7 | Fecha 7                         | Fecha 7 |
| Día     | Equipo Local                  | G       | Equipo Visitante                | G       |
| ------- | ----------------------------- | ------- | ------------------------------- | ------- |
| 07/05   | Juventud Unida (Santa Isabel) | 1       | Sarmiento                       | 1       |
| 07/05   | Sportivo Luan Toro            | 3       | Fénix FC                        | 0       |
| 07/05   | Unión (General Acha)          | 3       | Guardia del Monte               | 0       |
| 07/05   | La Barranca                   | 3       | Asoc. Deportiva Santa María     | 1       |
| 07/05   | Deportivo Telén               | 4       | Deportivo Carro Quemado         | 3       |
| 07/05   | El Elyon                      | 0       | El Pampero (Col. Santa María)   | 2       |
| 07/05   | Centro Oeste                  | 1       | Matadero por La Lealtad         | 0       |
| 07/05   | Cochicó (Victorica)           | 2       | Sportivo Pampero (Ataliva Roca) | 0       |

| Fecha 8 | Fecha 8                         | Fecha 8 | Fecha 8                     | Fecha 8 |
| Día     | Equipo Local                    | G       | Equipo Visitante            | G       |
| ------- | ------------------------------- | ------- | --------------------------- | ------- |
| 13/05   | Fénix FC                        | 3       | Deportivo Telén             | 3       |
| 13/05   | La Barranca                     | 4       | Guardia del Monte           | 3       |
| 13/05   | Deportivo Carro Quemado         | 0       | Sportivo Luan Toro          | 2       |
| 13/05   | Sarmiento                       | 4       | El Elyon                    | 1       |
| 13/05   | El Pampero (Col. Santa María)   | 1       | Cochicó (Victorica)         | 3       |
| 13/05   | Juventud Unida (Santa Isabel)   | 0       | Unión (General Acha)        | 1       |
| 13/05   | Sportivo Pampero (Ataliva Roca) | 1       | Centro Oeste                | 3       |
| 13/05   | Matadero por La Lealtad         | 3       | Asoc. Deportiva Santa María | 0       |

| Fecha 9 | Fecha 9                     | Fecha 9 | Fecha 9                         | Fecha 9 |
| Día     | Equipo Local                | G       | Equipo Visitante                | G       |
| ------- | --------------------------- | ------- | ------------------------------- | ------- |
| 21/05   | Deportivo Telén             | 2       | Sportivo Pampero (Ataliva Roca) | 2       |
| 21/05   | El Elyon                    | 0       | La Barranca                     | 1       |
| 21/05   | Sportivo Luan Toro          | 1       | El Pampero (Col. Santa María)   | 0       |
| 21/05   | Centro Oeste                | 4       | Deportivo Carro Quemado         | 1       |
| 21/05   | Cochicó (Victorica)         | 6       | Matadero por La Lealtad         | 1       |
| 21/05   | Guardia del Monte           | 4       | Juventud Unida (Santa Isabel)   | 0       |
| 21/05   | Unión (General Acha)        | 2       | Sarmiento                       | 1       |
| 05/07   | Asoc. Deportiva Santa María | 3       | Fénix FC                        | 1       |

| Fecha 10 | Fecha 10                        | Fecha 10 | Fecha 10                      | Fecha 10 |
| Día      | Equipo Local                    | G        | Equipo Visitante              | G        |
| -------- | ------------------------------- | -------- | ----------------------------- | -------- |
| 04/06    | Fénix FC                        | 0        | La Barranca                   | 3        |
| 04/06    | Deportivo Carro Quemado         | 3        | Asoc. Deportiva Santa María   | 1        |
| 04/06    | Deportivo Telén                 | 0        | Cochicó (Victorica)           | 3        |
| 04/06    | Sportivo Luan Toro              | 3        | Centro Oeste                  | 2        |
| 04/06    | Sarmiento                       | 1        | Guardia del Monte             | 2        |
| 04/06    | El Pampero (Col. Santa María)   | 1        | Unión (General Acha)          | 2        |
| 04/06    | Sportivo Pampero (Ataliva Roca) | 1        | El Elyon                      | 2        |
| 04/06    | Matadero por La Lealtad         | 4        | Juventud Unida (Santa Isabel) | 0        |

| Fecha 11 | Fecha 11                        | Fecha 11 | Fecha 11                      | Fecha 11 |
| Día      | Equipo Local                    | G        | Equipo Visitante              | G        |
| -------- | ------------------------------- | -------- | ----------------------------- | -------- |
| 11/06    | La Barranca                     | 0        | Matadero por La Lealtad       | 3        |
| 11/06    | Sportivo Pampero (Ataliva Roca) | 1        | Asoc. Deportiva Santa María   | 2        |
| 11/06    | Sportivo Luan Toro              | 1        | Unión (General Acha)          | 1        |
| 11/06    | El Elyon                        | 2        | Fénix FC                      | 1        |
| 11/06    | Juventud Unida (Santa Isabel)   | 2        | Deportivo Telén               | 1        |
| 11/06    | Centro Oeste                    | 3        | El Pampero (Col. Santa María) | 5        |
| 11/06    | Cochicó (Victorica)             | 1        | Sarmiento                     | 1        |
| 11/06    | Guardia del Monte               | 4        | Deportivo Carro Quemado       | 1        |

| Fecha 12 | Fecha 12                        | Fecha 12 | Fecha 12                      | Fecha 12 |
| Día      | Equipo Local                    | G        | Equipo Visitante              | G        |
| -------- | ------------------------------- | -------- | ----------------------------- | -------- |
| 17/06    | El Pampero (Col. Santa María)   | 2        | Juventud Unida (Santa Isabel) | 2        |
| 18/06    | Fénix FC                        | 1        | Unión (General Acha)          | 5        |
| 18/06    | Deportivo Carro Quemado         | 1        | Cochicó (Victorica)           | 3        |
| 18/06    | Deportivo Telén                 | 5        | Asoc. Deportiva Santa María   | 0        |
| 18/06    | Sportivo Luan Toro              | 3        | El Elyon                      | 2        |
| 19/06    | Sarmiento                       | 4        | Centro Oeste                  | 2        |
| 19/06    | Sportivo Pampero (Ataliva Roca) | 2        | La Barranca                   | 2        |
| 19/06    | Matadero por La Lealtad         | 0        | Guardia del Monte             | 2        |

| Fecha 13 | Fecha 13                      | Fecha 13 | Fecha 13                        | Fecha 13 |
| Día      | Equipo Local                  | G        | Equipo Visitante                | G        |
| -------- | ----------------------------- | -------- | ------------------------------- | -------- |
| 25/06    | La Barranca                   | 3        | Sportivo Luan Toro              | 2        |
| 25/06    | Unión (General Acha)          | 5        | Deportivo Carro Quemado         | 1        |
| 25/06    | El Elyon                      | 0        | Matadero por La Lealtad         | 1        |
| 25/06    | Sarmiento                     | 2        | El Pampero (Col. Santa María)   | 1        |
| 25/06    | Juventud Unida (Santa Isabel) | 5        | Fénix FC                        | 1        |
| 25/06    | Deportivo Telén               | 1        | Centro Oeste                    | 1        |
| 25/06    | Cochicó (Victorica)           | 1        | Asoc. Deportiva Santa María     | 0        |
| 25/06    | Guardia del Monte             | 1        | Sportivo Pampero (Ataliva Roca) | 1        |

| Fecha 14 | Fecha 14                      | Fecha 14 | Fecha 14                        | Fecha 14 |
| Día      | Equipo Local                  | G        | Equipo Visitante                | G        |
| -------- | ----------------------------- | -------- | ------------------------------- | -------- |
| 02/07    | Sarmiento                     | 5        | Fénix FC                        | 1        |
| 02/07    | Asoc. Deportiva Santa María   | 0        | Centro Oeste                    | 1        |
| 02/07    | Deportivo Carro Quemado       | 1        | La Barranca                     | 2        |
| 02/07    | Unión (General Acha)          | 6        | Deportivo Telén                 | 1        |
| 02/07    | El Elyon                      | 1        | Juventud Unida (Santa Isabel)   | 1        |
| 02/07    | Sportivo Luan Toro            | 2        | Cochicó (Victorica)             | 2        |
| 02/07    | El Pampero (Col. Santa María) | 0        | Guardia del Monte               | 3        |
| 02/07    | Matadero por La Lealtad       | 2        | Sportivo Pampero (Ataliva Roca) | 1        |

| Fecha 15 | Fecha 15                      | Fecha 15 | Fecha 15                        | Fecha 15 |
| Día      | Equipo Local                  | G        | Equipo Visitante                | G        |
| -------- | ----------------------------- | -------- | ------------------------------- | -------- |
| 09/07    | La Barranca                   | 6        | El Pampero (Col. Santa María)   | 2        |
| 09/07    | Unión (General Acha)          | 4        | Asoc. Deportiva Santa María     | 0        |
| 09/07    | Deportivo Carro Quemado       | 0        | Sarmiento                       | 2        |
| 09/07    | Juventud Unida (Santa Isabel) | 1        | Sportivo Pampero (Ataliva Roca) | 0        |
| 09/07    | Centro Oeste                  | 4        | El Elyon                        | 1        |
| 09/07    | Deportivo Telén               | 2        | Matadero por La Lealtad         | 3        |
| 09/07    | Cochicó (Victorica)           | 10       | Fénix FC                        | 2        |
| 09/07    | Guardia del Monte             | 2        | Sportivo Luan Toro              | 2        |

1. ↑  El partido fue suspendido el día 20/05 a los 11' del ST por cánticos e insultos racistas provenientes de la hinchada local. El partido fue reprogramado por la Liga Cultural para el día 05/07.

#### Segunda Rueda
Fixture: Se invierten las localías de la Primera Ronda. 
| Fecha 16 | Fecha 16                        | Fecha 16 | Fecha 16                      | Fecha 16 |
| Día      | Equipo Local                    | G        | Equipo Visitante              | G        |
| -------- | ------------------------------- | -------- | ----------------------------- | -------- |
| 16/07    | El Elyon                        | 0        | Unión (General Acha)          | 1        |
| 16/07    | Sportivo Pampero (Ataliva Roca) | 2        | Sarmiento                     | 4        |
| 16/07    | Deportivo Carro Quemado         | 1        | El Pampero (Col. Santa María) | 2        |
| 16/07    | Centro Oeste                    | 2        | Juventud Unida (Santa Isabel) | 1        |
| 16/07    | Matadero por La Lealtad         | 4        | Fénix FC                      | 1        |
| 16/07    | La Barranca                     | 0        | Cochicó (Victorica)           | 4        |
| 16/07    | Asoc. Deportiva Santa María     | 0        | Guardia del Monte             | 1        |
| 16/07    | Deportivo Telén                 | 0        | Sportivo Luan Toro            | 3        |

| Fecha 17 | Fecha 17                      | Fecha 17 | Fecha 17                        | Fecha 17 |
| Día      | Equipo Local                  | G        | Equipo Visitante                | G        |
| -------- | ----------------------------- | -------- | ------------------------------- | -------- |
| 23/07    | El Pampero (Col. Santa María) | 7        | Fénix FC                        | 0        |
| 23/07    | Deportivo Telén               | 0        | La Barranca                     | 0        |
| 23/07    | Juventud Unida (Santa Isabel) | 0        | Asoc. Deportiva Santa María     | 2        |
| 23/07    | Deportivo Carro Quemado       | 2        | Matadero por La Lealtad         | 3        |
| 23/07    | Guardia del Monte             | 1        | El Elyon                        | 0        |
| 23/07    | Sarmiento                     | 2        | Sportivo Luan Toro              | 3        |
| 23/07    | Cochicó (Victorica)           | 3        | Centro Oeste                    | 1        |
| 23/07    | Unión (General Acha)          | 1        | Sportivo Pampero (Ataliva Roca) | 1        |

| Fecha 18 | Fecha 18                        | Fecha 18 | Fecha 18                      | Fecha 18 |
| Día      | Equipo Local                    | G        | Equipo Visitante              | G        |
| -------- | ------------------------------- | -------- | ----------------------------- | -------- |
| 30/07    | La Barranca                     | 2        | Juventud Unida (Santa Isabel) | 1        |
| 30/07    | Fénix FC                        | 1        | Deportivo Carro Quemado       | 2        |
| 30/07    | Cochicó (Victorica)             | 2        | Guardia del Monte             | 0        |
| 30/07    | Centro Oeste                    | 3        | Unión (General Acha)          | 1        |
| 30/07    | El Elyon                        | 2        | Deportivo Telén               | 3        |
| 30/07    | Asoc. Deportiva Santa María     | 0        | Sarmiento                     | 1        |
| 30/07    | Sportivo Pampero (Ataliva Roca) | 0        | El Pampero (Col. Santa María) | 3        |
| 30/07    | Sportivo Luan Toro              | 1        | Matadero por La Leatad        | 3        |

| Fecha 19 | Fecha 19                        | Fecha 19 | Fecha 19                    | Fecha 19 |
| Día      | Equipo Local                    | G        | Equipo Visitante            | G        |
| -------- | ------------------------------- | -------- | --------------------------- | -------- |
| 06/08    | Sarmiento                       | 0        | La Barranca                 | 0        |
| 06/08    | El Pampero (Col. Santa María)   | 3        | Asoc. Deportiva Santa María | 3        |
| 06/08    | Matadero por La Lealtad         | 4        | Unión (General Acha)        | 1        |
| 06/08    | Deportivo Carro Quemado         | 1        | El Elyon                    | 1        |
| 06/08    | Sportivo Pampero (Ataliva Roca) | 1        | Sportivo Luan Toro          | 2        |
| 06/08    | Fénix FC                        | 0        | Centro Oeste                | 7        |
| 06/08    | Juventud Unida (Santa Isabel)   | 2        | Cochicó (Victorica)         | 1        |
| 06/08    | Deportivo Telén                 | 0        | Guardia del Monte           | 1        |

| Fecha 20 | Fecha 20                      | Fecha 20 | Fecha 20                        | Fecha 20 |
| Día      | Equipo Local                  | G        | Equipo Visitante                | G        |
| -------- | ----------------------------- | -------- | ------------------------------- | -------- |
| 12/08    | Guardia del Monte             | 4        | Fénix FC                        | 1        |
| 12/08    | El Elyon                      | 1        | Asoc. Deportiva Santa María     | 0        |
| 12/08    | Sarmiento                     | 4        | Deportivo Telén                 | 1        |
| 12/08    | Sportivo Luan Toro            | 4        | Juventud Unida (Santa Isabel)   | 0        |
| 12/08    | La Barranca                   | 3        | Centro Oeste                    | 2        |
| 12/08    | Deportivo Carro Quemado       | 1        | Sportivo Pampero (Ataliva Roca) | 0        |
| 12/08    | El Pampero (Col. Santa María) | 2        | Matadero por La Lealtad         | 0        |
| 12/08    | Unión (General Acha)          | 1        | Cochicó (Victorica)             | 1        |

| Fecha 21 | Fecha 21                        | Fecha 21 | Fecha 21                      | Fecha 21 |
| Día      | Equipo Local                    | G        | Equipo Visitante              | G        |
| -------- | ------------------------------- | -------- | ----------------------------- | -------- |
| 20/08    | Cochicó (Victorica)             | 3        | El Elyon                      | 1        |
| 20/08    | Unión (General Acha)            | 3        | La Barranca                   | 0        |
| 20/08    | Matadero por La Lealtad         | 1        | Sarmiento                     | 1        |
| 20/08    | Deportivo Telén                 | 3        | El Pampero (Col. Santa María) | 1        |
| 20/08    | Sportivo Pampero (Ataliva Roca) | 3        | Fénix FC                      | 1        |
| 21/08    | Centro Oeste                    | 0        | Guardia del Monte             | 1        |
| 21/08    | Asoc. Deportiva Santa María     | 0        | Sportivo Luan Toro            | 1        |
| 21/08    | Juventud Unida (Santa Isabel)   | 2        | Deportivo Carro Quemado       | 0        |

| Fecha 22 | Fecha 22                        | Fecha 22 | Fecha 22                      | Fecha 22 |
| Día      | Equipo Local                    | G        | Equipo Visitante              | G        |
| -------- | ------------------------------- | -------- | ----------------------------- | -------- |
| 27/08    | Sarmiento                       | 2        | Juventud Unida (Santa Isabel) | 0        |
| 27/08    | Sportivo Luan Toro              | 8        | Fénix FC                      | 0        |
| 27/08    | Guardia del Monte               | 0        | Unión (General Acha)          | 0        |
| 27/08    | Asoc. Deportiva Santa María     | 1        | La Barranca                   | 1        |
| 27/08    | Deportivo Carro Quemado         | 1        | Deportivo Telén               | 3        |
| 27/08    | El Pampero (Col. Santa María)   | 3        | El Elyon                      | 1        |
| 27/08    | Matadero por La Lealtad         | 1        | Centro Oeste                  | 1        |
| 27/08    | Sportivo Pampero (Ataliva Roca) | 0        | Cochicó (Victorica)           | 5        |

| Fecha 23 | Fecha 23                    | Fecha 23 | Fecha 23                        | Fecha 23 |
| Día      | Equipo Local                | G        | Equipo Visitante                | G        |
| -------- | --------------------------- | -------- | ------------------------------- | -------- |
| 03/09    | Deportivo Telén             | 4        | Fénix FC                        | 2        |
| 03/09    | Guardia del Monte           | 0        | La Barranca                     | 0        |
| 03/09    | Sportivo Luan Toro          | 3        | Deportivo Carro Quemado         | 1        |
| 03/09    | El Elyon                    | 0        | Sarmiento                       | 0        |
| 03/09    | Cochicó (Victorica)         | 2        | El Pampero (Col. Santa María)   | 1        |
| 03/09    | Unión (General Acha)        | 3        | Juventud Unida (Santa Isabel)   | 2        |
| 03/09    | Centro Oeste                | 1        | Sportivo Pampero (Ataliva Roca) | 2        |
| 03/09    | Asoc. Deportiva Santa María | 1        | Matadero por La Lealtad         | 1        |

| Fecha 24 | Fecha 24                        | Fecha 24 | Fecha 24                    | Fecha 24 |
| Día      | Equipo Local                    | G        | Equipo Visitante            | G        |
| -------- | ------------------------------- | -------- | --------------------------- | -------- |
| 09/09    | La Barranca                     | 4        | El Elyon                    | 1        |
| 10/09    | Sportivo Pampero (Ataliva Roca) | 1        | Deportivo Telén             | 2        |
| 10/09    | El Pampero (Col. Santa María)   | 3        | Sportivo Luan Toro          | 3        |
| 10/09    | Deportivo Carro Quemado         | 1        | Centro Oeste                | 3        |
| 10/09    | Matadero por La Lealtad         | 1        | Cochicó (Victorica)         | 1        |
| 10/09    | Juventud Unida (Santa Isabel)   | 0        | Guardia del Monte           | 3        |
| 10/09    | Sarmiento                       | 0        | Unión (General Acha)        | 2        |
| 10/09    | Fénix FC                        | 0        | Asoc. Deportiva Santa María | 1        |

| Fecha 25 | Fecha 25                      | Fecha 25 | Fecha 25                        | Fecha 25 |
| Día      | Equipo Local                  | G        | Equipo Visitante                | G        |
| -------- | ----------------------------- | -------- | ------------------------------- | -------- |
| 17/09    | La Barranca                   | 10       | Fénix FC                        | 0        |
| 17/09    | Deportivo Carro Quemado       | 0        | Asoc. Deportiva Santa María     | 1        |
| 17/09    | Cochicó (Victorica)           | 7        | Deportivo Telén                 | 1        |
| 17/09    | Centro Oeste                  | 1        | Sportivo Luan Toro              | 2        |
| 17/09    | Guardia del Monte             | 3        | Sarmiento                       | 1        |
| 17/09    | Unión (General Acha)          | 2        | El Pampero (Col. Santa María)   | 0        |
| 17/09    | El Elyon                      | 3        | Sportivo Pampero (Ataliva Roca) | 3        |
| 17/09    | Juventud Unida (Santa Isabel) | 2        | Matadero por La Lealtad         | 1        |

| Fecha 26 | Fecha 26                      | Fecha 26 | Fecha 26                        | Fecha 26 |
| Día      | Equipo Local                  | G        | Equipo Visitante                | G        |
| -------- | ----------------------------- | -------- | ------------------------------- | -------- |
| 24/09    | Matadero por La Lealtad       | 0        | La Barranca                     | 0        |
| 24/09    | Asoc. Deportiva Santa María   | 0        | Sportivo Pampero (Ataliva Roca) | 2        |
| 24/09    | Unión (General Acha)          | 2        | Sportivo Luan Toro              | 1        |
| 24/09    | Fénix FC                      | 1        | El Elyon                        | 2        |
| 24/09    | Deportivo Telén               | 3        | Juventud Unida (Santa Isabel)   | 2        |
| 24/09    | El Pampero (Col. Santa María) | 3        | Centro Oeste                    | 1        |
| 24/09    | Sarmiento                     | 0        | Cochicó (Victorica)             | 3        |
| 24/09    | Deportivo Carro Quemado       | 1        | Guardia del Monte               | 4        |

| Fecha 27 | Fecha 27                      | Fecha 27 | Fecha 27                        | Fecha 27 |
| Día      | Equipo Local                  | G        | Equipo Visitante                | G        |
| -------- | ----------------------------- | -------- | ------------------------------- | -------- |
| 30/09    | Juventud Unida (Santa Isabel) | 1        | El Pampero (Col. Santa María)   | 1        |
| 30/09    | Deportivo Telén               | 3        | Asoc. Deportiva Santa María     | 2        |
| 01/10    | Unión (General Acha)          | 9        | Fénix FC                        | 0        |
| 01/10    | Cochicó (Victorica)           | 7        | Deportivo Carro Quemado         | 0        |
| 01/10    | El Elyon                      | 0        | Sportivo Luan Toro              | 1        |
| 01/10    | Centro Oeste                  | 1        | Sarmiento                       | 1        |
| 01/10    | La Barranca                   | 4        | Sportivo Pampero (Ataliva Roca) | 1        |
| 01/10    | Guardia del Monte             | 4        | Matadero por La Lealtad         | 0        |

| Fecha 28 | Fecha 28                        | Fecha 28 | Fecha 28                      | Fecha 28 |
| Día      | Equipo Local                    | G        | Equipo Visitante              | G        |
| -------- | ------------------------------- | -------- | ----------------------------- | -------- |
| 07/10    | Fénix FC                        | 1        | Juventud Unida (Santa Isabel) | 5        |
| 08/10    | Sportivo Luan Toro              | 1        | La Barranca                   | 0        |
| 08/10    | Deportivo Carro Quemado         | 1        | Unión (General Acha)          | 3        |
| 08/10    | Matadero por La Lealtad         | 1        | El Elyon                      | 1        |
| 08/10    | El Pampero (Col. Santa María)   | 2        | Sarmiento                     | 0        |
| 08/10    | Centro Oeste                    | 3        | Deportivo Telén               | 1        |
| 08/10    | Asoc. Deportiva Santa María     | 0        | Cochicó (Victorica)           | 6        |
| 08/10    | Sportivo Pampero (Ataliva Roca) | 1        | Guardia del Monte             | 2        |

| Fecha 29 | Fecha 29                        | Fecha 29 | Fecha 29                      | Fecha 29 |
| Día      | Equipo Local                    | G        | Equipo Visitante              | G        |
| -------- | ------------------------------- | -------- | ----------------------------- | -------- |
| 13/10    | La Barranca                     | 6        | Deportivo Carro Quemado       | 2        |
| 13/10    | Deportivo Telén                 | 2        | Unión (General Acha)          | 1        |
| 13/10    | Sarmiento                       | 9        | Fénix FC                      | 1        |
| 15/10    | Cochicó (Victorica)             | 1        | Sportivo Luan Toro            | 0        |
| 16/10    | Centro Oeste                    | 3        | Asoc. Deportiva Santa María   | 0        |
| 16/10    | Juventud Unida (Santa Isabel)   | 1        | El Elyon                      | 1        |
| 16/10    | Sportivo Pampero (Ataliva Roca) | 0        | Matadero por La Lealtad       | 0        |
| 29/10    | Guardia del Monte               | 2        | El Pampero (Col. Santa María) | 4        |

| Fecha 30 | Fecha 30                        | Fecha 30 | Fecha 30                      | Fecha 30 |
| Día      | Equipo Local                    | G        | Equipo Visitante              | G        |
| -------- | ------------------------------- | -------- | ----------------------------- | -------- |
| 04/11    | Cochicó (Victorica)             | 12       | Fénix FC                      | 0        |
| 05/11    | Unión (General Acha)            | 4        | Asoc. Deportiva Santa María   | 1        |
| 05/11    | El Pampero (Col. Santa María)   | 0        | La Barranca                   | 6        |
| 05/11    | Sportivo Pampero (Ataliva Roca) | 2        | Juventud Unida (Santa Isabel) | 1        |
| 05/11    | Sarmiento                       | 5        | Deportivo Carro Quemado       | 0        |
| 05/11    | Matadero por La Lealtad         | 2        | Deportivo Telén               | 3        |
| 05/11    | El Elyon                        | 1        | Centro Oeste                  | 3        |
| 05/11    | Sportivo Luan Toro              | 4        | Guardia del Monte             | 3        |

1. ↑  Inicialmente, el partido finalizó 2 - 1 a favor de Deportivo Telén, pero por mala inclusión de un  jugador de Deportivo Telén, se le dió por ganado el partido a Guardia del Monte con resultado 1 - 0.
2. ↑  Suspendido a los 49’ del ST con resultado 2 - 2 por arrojo de un proyectil a un jugador de Unión (General Acha) por parte de la hinchada de Sarmiento. Se le dió por perdido el partido a Sarmiento con un resultado de 0 - 2 a favor de Unión (General Acha).
3. ↑  Suspendido el día 16/10 a los 42’ del PT con resultado 1 - 1 por agresión a la terna arbitral por parte de una persona de Guardia del Monte. El Tribunal de Disciplina de la Liga Cultural de Fútbol, resolvió programar la continuidad del partido para el día 29/10.
4. ↑  Inicialmente la fecha programada para el 22/10. La fecha fue suspendida hasta que se presentara el descargo de Guardia del Monte frente a El Pampero (Col. Santa María); y hasta que se determinara la protesta de puntos de Sportivo Luan Toro a Cochicó (Victorica) en el Tribunal de Disciplina de la Liga Cultural de Fútbol. Finalmente la fecha fue reprogramada para el 05/11.

#### Tabla de posiciones
| Tabla de Posiciones Primera División “B” - Zona Norte - Liga Cultural 2023 |                                      |    |    |    |    |     |     |      |      |
| POS                                                                        | Equipo                               | PJ | PG | PE | PP | GF  | GC  | DG   | Pts. |
| 1                                                                          | Cochicó (Victorica) (C)              | 30 | 24 | 4  | 2  | 110 | 22  | 88   | 76   |
| 2                                                                          | Sportivo Luan Toro (R)               | 30 | 22 | 4  | 4  | 67  | 33  | 34   | 70   |
| 3                                                                          | Unión (General Acha) (R)             | 30 | 20 | 5  | 5  | 69  | 30  | 39   | 65   |
| 4                                                                          | Guardia del Monte (R)                | 30 | 19 | 5  | 6  | 63  | 29  | 34   | 62   |
| 5                                                                          | La Barranca (R)                      | 30 | 14 | 8  | 8  | 66  | 42  | 24   | 50   |
| 6                                                                          | Sarmiento (R)                        | 30 | 14 | 8  | 8  | 65  | 40  | 25   | 48   |
| 7                                                                          | El Pampero (Colonia Santa María) (R) | 30 | 14 | 6  | 10 | 70  | 59  | 11   | 48   |
| 8                                                                          | Club Deportivo Centro Oeste (R)      | 30 | 14 | 5  | 11 | 66  | 45  | 21   | 47   |
| 9                                                                          | Matadero por La Lealtad (R)          | 30 | 12 | 8  | 10 | 49  | 40  | 9    | 44   |
| 10                                                                         | Deportivo Telén                      | 30 | 12 | 6  | 12 | 54  | 62  | -8   | 42   |
| 11                                                                         | Juventud Unida (Santa Isabel)        | 30 | 8  | 6  | 16 | 34  | 54  | -20  | 30   |
| 12                                                                         | Sportivo Pampero (Ataliva Roca)      | 30 | 6  | 7  | 17 | 41  | 59  | -18  | 25   |
| 13                                                                         | El Elyon                             | 30 | 6  | 7  | 17 | 28  | 54  | -26  | 25   |
| 14                                                                         | Asociación Deportiva Santa María     | 30 | 6  | 4  | 20 | 23  | 60  | -37  | 22   |
| 15                                                                         | Club Deportivo Carro Quemado         | 30 | 5  | 2  | 23 | 32  | 87  | -55  | 17   |
| 16                                                                         | Fénix FC                             | 30 | 1  | 1  | 28 | 31  | 153 | -122 | 4    |

| (C) | Campeón y ascenso a la Primera División "A" 2024.                                     | Campeón y ascenso a la Primera División "A" 2024.                                     | Campeón y ascenso a la Primera División "A" 2024.                                     | Campeón y ascenso a la Primera División "A" 2024.                                     | Campeón y ascenso a la Primera División "A" 2024.                                     | Campeón y ascenso a la Primera División "A" 2024.                                     | Campeón y ascenso a la Primera División "A" 2024.                                     | Campeón y ascenso a la Primera División "A" 2024.                                     | Campeón y ascenso a la Primera División "A" 2024.                                     | Campeón y ascenso a la Primera División "A" 2024.                                     |
| (R) | Clasificado al Torneo Reducido por el Segundo Ascenso a la Primera División "A" 2024. | Clasificado al Torneo Reducido por el Segundo Ascenso a la Primera División "A" 2024. | Clasificado al Torneo Reducido por el Segundo Ascenso a la Primera División "A" 2024. | Clasificado al Torneo Reducido por el Segundo Ascenso a la Primera División "A" 2024. | Clasificado al Torneo Reducido por el Segundo Ascenso a la Primera División "A" 2024. | Clasificado al Torneo Reducido por el Segundo Ascenso a la Primera División "A" 2024. | Clasificado al Torneo Reducido por el Segundo Ascenso a la Primera División "A" 2024. | Clasificado al Torneo Reducido por el Segundo Ascenso a la Primera División "A" 2024. | Clasificado al Torneo Reducido por el Segundo Ascenso a la Primera División "A" 2024. | Clasificado al Torneo Reducido por el Segundo Ascenso a la Primera División "A" 2024. |

#### Torneo Reducido por el Segundo Ascenso

##### Cuartos de final
| Ida                              | Ida       | Ida                  | Ida             | Ida   |
| Local                            | Resultado | Visitante            | Fecha           | Hora  |
| -------------------------------- | --------- | -------------------- | --------------- | ----- |
| Matadero por La Lealtad          | 1 - 1     | Sportivo Luan Toro   | 12 de noviembre | 17:00 |
| Centro Oeste                     | 1 - 2     | Unión (General Acha) | 12 de noviembre | 17:00 |
| El Pampero (Colonia Santa María) | 5 - 2     | Guardia del Monte    | 12 de noviembre | 17:00 |
| La Barranca                      | 3 - 1     | Sarmiento            | 11 de noviembre | 19:00 |

| Vuelta               | Vuelta        | Vuelta                           | Vuelta          | Vuelta |
| Local                | Resultado     | Visitante                        | Fecha           | Hora   |
| -------------------- | ------------- | -------------------------------- | --------------- | ------ |
| Sportivo Luan Toro   | 4 - 0         | Matadero por La Lealtad          | 20 de noviembre | 17:00  |
| Unión (General Acha) | 0 (5) - 1 (4) | Centro Oeste                     | 20 de noviembre | 17:00  |
| Guardia del Monte    | 2 - 2         | El Pampero (Colonia Santa María) | 20 de noviembre | 17:00  |
| Sarmiento            | 0 - 4         | La Barranca                      | 20 de noviembre | 17:00  |

1. 1 2  La Barranca comenzó la serie como local en lugar de comenzarla de visitante, dado que a partir del día 12/11 parte de los jugadores de su plantel se vieron afectados por los Juegos de la Araucanía.

##### Semifinales
| Ida                              | Ida       | Ida                  | Ida             | Ida   |
| Local                            | Resultado | Visitante            | Fecha           | Hora  |
| -------------------------------- | --------- | -------------------- | --------------- | ----- |
| La Barranca                      | 3 - 0     | Sportivo Luan Toro   | 26 de noviembre | 17:00 |
| El Pampero (Colonia Santa María) | 3 - 2     | Unión (General Acha) | 26 de noviembre | 17:00 |

| Vuelta               | Vuelta    | Vuelta                           | Vuelta         | Vuelta |
| Local                | Resultado | Visitante                        | Fecha          | Hora   |
| -------------------- | --------- | -------------------------------- | -------------- | ------ |
| Sportivo Luan Toro   | 1 - 2     | La Barranca                      | 3 de diciembre | 17:00  |
| Unión (General Acha) | 1 - 1     | El Pampero (Colonia Santa María) | 3 de diciembre | 17:00  |

##### Final
| Ida                          | Ida       | Ida         | Ida             | Ida   |
| Local                        | Resultado | Visitante   | Fecha           | Hora  |
| ---------------------------- | --------- | ----------- | --------------- | ----- |
| El Pampero (Col. Sta. María) | 0 - 1     | La Barranca | 10 de diciembre | 18:00 |

| Vuelta      | Vuelta    | Vuelta                       | Vuelta          | Vuelta |
| Local       | Resultado | Visitante                    | Fecha           | Hora   |
| ----------- | --------- | ---------------------------- | --------------- | ------ |
| La Barranca | 2 - 0     | El Pampero (Col. Sta. María) | 17 de diciembre | 18:00  |

##### Cuadro de Desarrollo del Torneo Reducido por el Segundo Ascenso
|  | Cuartos de final           | Cuartos de final             | Cuartos de final           | Cuartos de final             | Cuartos de final           |   |    | Semifinales          | Semifinales        | Semifinales        | Semifinales        | Semifinales        |  |    | Final              | Final              | Final              | Final              | Final              |  |
|  | 11/11 - 12/11 y 20/11/2023 | 11/11 - 12/11 y 20/11/2023   | 11/11 - 12/11 y 20/11/2023 | 11/11 - 12/11 y 20/11/2023   | 11/11 - 12/11 y 20/11/2023 |   |    | 26/11 y 03/12/2023   | 26/11 y 03/12/2023 | 26/11 y 03/12/2023 | 26/11 y 03/12/2023 | 26/11 y 03/12/2023 |  |    | 10/12 y 17/12/2023 | 10/12 y 17/12/2023 | 10/12 y 17/12/2023 | 10/12 y 17/12/2023 | 10/12 y 17/12/2023 |  |
|  |                            |                              |                            |                              |                            |   |    |                      |                    |                    |                    |                    |  |    |                    |                    |                    |                    |                    |  |
|  |                            |                              |                            |                              |                            |   |    |                      |                    |                    |                    |                    |  |    |                    |                    |                    |                    |                    |  |
|  | 2                          | Sportivo Luan Toro           | 1                          | 4                            | -                          |   |    |                      |                    |                    |                    |                    |  |    |                    |                    |                    |                    |                    |  |
|  | 2                          | Sportivo Luan Toro           | 1                          | 4                            | -                          |   |    |                      |                    |                    |                    |                    |  |    |                    |                    |                    |                    |                    |  |
|  | 9                          | Matadero por La Lealtad      | 1                          | 0                            | -                          |   |    |                      |                    |                    |                    |                    |  |    |                    |                    |                    |                    |                    |  |
|  | 9                          | Matadero por La Lealtad      | 1                          | 0                            | -                          |   | P1 | Sportivo Luan Toro   | 0                  | 1                  | -                  |                    |  |    |                    |                    |                    |                    |                    |  |
|  |                            |                              |                            |                              |                            |   | P1 | Sportivo Luan Toro   | 0                  | 1                  | -                  |                    |  |    |                    |                    |                    |                    |                    |  |
|  |                            |                              | P4                         | La Barranca                  | 3                          | 2 | -  |                      |                    |                    |                    |                    |  |    |                    |                    |                    |                    |                    |  |
|  | 6                          | Sarmiento                    | P4                         | La Barranca                  | 3                          | 2 | -  | 1                    | 0                  | -                  |                    |                    |  |    |                    |                    |                    |                    |                    |  |
|  | 6                          | Sarmiento                    |                            |                              |                            |   |    |                      |                    | -                  |                    |                    |  |    |                    |                    |                    |                    |                    |  |
|  | 5                          | La Barranca                  | 3                          | 4                            | -                          |   |    |                      |                    |                    |                    |                    |  |    |                    |                    |                    |                    |                    |  |
|  | 5                          | La Barranca                  | 3                          | 4                            | -                          |   |    |                      |                    |                    |                    |                    |  | PA | La Barranca        | 1                  | 2                  | -                  |                    |  |
|  |                            |                              |                            |                              |                            |   |    |                      |                    |                    |                    |                    |  | PA | La Barranca        | 1                  | 2                  | -                  |                    |  |
|  |                            |                              | PB                         | El Pampero (Col. Sta. María) | 0                          | 0 | -  |                      |                    |                    |                    |                    |  |    |                    |                    |                    |                    |                    |  |
|  | 3                          | Unión (General Acha)         | PB                         | El Pampero (Col. Sta. María) | 0                          | 0 | -  | 2                    | 0                  | (5)                |                    |                    |  |    |                    |                    |                    |                    |                    |  |
|  | 3                          | Unión (General Acha)         |                            |                              |                            |   |    |                      |                    | (5)                |                    |                    |  |    |                    |                    |                    |                    |                    |  |
|  | 8                          | Centro Oeste                 | 1                          | 1                            | (4)                        |   |    |                      |                    |                    |                    |                    |  |    |                    |                    |                    |                    |                    |  |
|  | 8                          | Centro Oeste                 | 1                          | 1                            | (4)                        |   | P2 | Unión (General Acha) | 2                  | 1                  | -                  |                    |  |    |                    |                    |                    |                    |                    |  |
|  |                            |                              |                            |                              |                            |   | P2 | Unión (General Acha) | 2                  | 1                  | -                  |                    |  |    |                    |                    |                    |                    |                    |  |
|  |                            |                              | P3                         | El Pampero (Col. Sta. María) | 3                          | 1 | -  |                      |                    |                    |                    |                    |  |    |                    |                    |                    |                    |                    |  |
|  | 4                          | Guardia del Monte            | P3                         | El Pampero (Col. Sta. María) | 3                          | 1 | -  | 2                    | 2                  | -                  |                    |                    |  |    |                    |                    |                    |                    |                    |  |
|  | 4                          | Guardia del Monte            |                            |                              |                            |   |    |                      |                    | -                  |                    |                    |  |    |                    |                    |                    |                    |                    |  |
|  | 7                          | El Pampero (Col. Sta. María) | 5                          | 2                            | -                          |   |    |                      |                    |                    |                    |                    |  |    |                    |                    |                    |                    |                    |  |
|  | 7                          | El Pampero (Col. Sta. María) | 5                          | 2                            | -                          |   |    |                      |                    |                    |                    |                    |  |    |                    |                    |                    |                    |                    |  |
|  |                            |                              |                            |                              |                            |   |    |                      |                    |                    |                    |                    |  |    |                    |                    |                    |                    |                    |  |

1. ↑  La Barranca comenzó la serie como local en lugar de comenzarla de visitante, dado que a partir del día 12/11 parte de los jugadores de su plantel se vieron afectados por los Juegos de la Araucanía.

Nota: Los equipos mencionados en la línea superior ejercerán la localía del partido de vuelta.
Nota: Los equipos mencionados en negrita avanzan a la etapa siguiente.
De esta forma, el Club La Barranca disputará por primera vez en su historia, el Torneo Oficial de Primera "A" de la Liga Cultural de Fútbol en la Temporada 2024.